# Список депутатов Государственной думы Российской Федерации VII созыва
В статье приводится состав Государственной думы Федерального собрания Российской Федерации седьмого созыва по итогам выборов 18 сентября 2016 года, а также текущий список депутатов Государственной думы, который отличается от изначального ввиду досрочного прекращения полномочий некоторых депутатов (из-за смерти или в результате добровольного сложения полномочий). Освободившиеся мандаты депутатов, избранных по одномандатным округам, заполняются посредством дополнительных выборов в этих же округах, а депутатов, избранных по партийным спискам, — посредством их передачи другим кандидатам из того же списка.

## Список действующих депутатов Государственной думы
По состоянию на 6 февраля 2021 года
| ФИО                                                                                       | Дата рождения | Начало полномочий (если не 18.09.2016) | Партия | Округ |
| ----------------------------------------------------------------------------------------- | ------------- | -------------------------------------- | ------ | ----- |
| Авдеев, Александр Александрович                                                           | 12.08.1975    |                                        | ЕР     | 99    |
| Адучиев, Батор Канурович                                                                  | 27.01.1963    |                                        | ЕР     | фед.  |
| Азимов, Рахим Азизбоевич                                                                  | 16.08.1964    |                                        | ЕР     | 105   |
| Аксаков, Анатолий Геннадьевич                                                             | 28.11.1957    |                                        | СР     | 37    |
| Алексеева, Татьяна Олеговна                                                               | 16.12.1962    |                                        | ЕР     | 101   |
| Алимова, Ольга Николаевна                                                                 | 10.04.1953    | 09.09.2018                             | КПРФ   | 163   |
| Альшевских, Андрей Геннадьевич                                                            | 14.05.1972    |                                        | ЕР     | 168   |
| Ананских, Игорь Александрович                                                             | 06.09.1966    |                                        | СР     | фед.  |
| Андрейченко, Андрей Валерьевич                                                            | 29.03.1984    | 31.05.2017                             | ЛДПР   | фед.  |
| Аникеев, Григорий Викторович                                                              | 28.02.1972    |                                        | ЕР     | 80    |
| Антонова, Лидия Николаевна                                                                | 15.05.1950    |                                        | ЕР     | 121   |
| Арефьев, Николай Васильевич                                                               | 11.03.1949    |                                        | КПРФ   | фед.  |
| Аршба, Отари Ионович                                                                      | 12.04.1955    |                                        | ЕР     | фед.  |
| Аршинова, Алёна Игоревна                                                                  | 03.03.1985    |                                        | ЕР     | фед.  |
| Аскендеров, Заур Асевович                                                                 | 12.07.1970    |                                        | ЕР     | фед.  |
| Афонин, Юрий Вячеславович                                                                 | 22.03.1977    |                                        | КПРФ   | фед.  |
| Афонский, Владимир Игорьевич                                                              | 10.10.1966    |                                        | ЕР     | 184   |
| Байгускаров, Зариф Закирович                                                              | 30.06.1967    |                                        | ЕР     | 7     |
| Балыбердин, Алексей Владимирович                                                          | 27.04.1978    |                                        | ЕР     | 171   |
| Балыхин, Григорий Артёмович                                                               | 19.11.1946    |                                        | ЕР     | фед.  |
| Бальбек, Руслан Исмаилович                                                                | 28.08.1977    |                                        | ЕР     | фед.  |
| Бариев, Марат Мансурович                                                                  | 09.07.1961    |                                        | ЕР     | фед.  |
| Барышев, Андрей Викторович                                                                | 02.02.1966    |                                        | ЕР     | 189   |
| Баталова, Рима Акбердиновна                                                               | 01.01.1964    |                                        | ЕР     | фед.  |
| Бахарев, Константин Михайлович                                                            | 20.10.1972    |                                        | ЕР     | 20    |
| Бахметьев, Виталий Викторович                                                             | 12.08.1961    |                                        | ЕР     | 192   |
| Белеков, Иван Итулович                                                                    | 20.03.1953    |                                        | ЕР     | фед.  |
| Белик, Дмитрий Анатольевич                                                                | 17.10.1969    |                                        | ЕР     | 219   |
| Белоусов, Вадим Владимирович                                                              | 02.10.1960    |                                        | СР     | фед.  |
| Белых, Ирина Викторовна                                                                   | 16.08.1964    |                                        | ЕР     | 207   |
| Березин, Никита Владимирович                                                              | 03.05.1985    | 20.05.2020                             | ЛДПР   | фед.  |
| Березуцкий, Юрий Николаевич                                                               | 08.08.1956    |                                        | ЕР     | фед.  |
| Берулава, Михаил Николаевич                                                               | 03.08.1950    | 10.04.2019                             | КПРФ   | фед.  |
| Беспалова, Марина Павловна                                                                | 26.07.1963    |                                        | ЕР     | фед.  |
| Бессараб, Светлана Викторовна                                                             | 07.12.1970    | 06.12.2016                             | ЕР     | фед.  |
| Бессарабов, Даниил Владимирович                                                           | 09.07.1976    |                                        | ЕР     | 39    |
| Бикбаев, Ильдар Зинурович                                                                 | 15.02.1959    |                                        | ЕР     | 4     |
| Бифов, Анатолий Жамалович                                                                 | 07.01.1963    |                                        | КПРФ   | фед.  |
| Блоцкий, Владимир Николаевич                                                              | 10.11.1977    |                                        | КПРФ   | фед.  |
| Бобрышев, Юрий Иванович                                                                   | 03.05.1951    | 08.09.2019                             | ЕР     | 134   |
| Богодухов, Владимир Иванович                                                              | 15.02.1961    |                                        | ЕР     | фед.  |
| Богуславский, Ирек Борисович                                                              | 09.09.1967    |                                        | ЕР     | фед.  |
| Боева, Наталья Дмитриевна                                                                 | 26.12.1951    |                                        | ЕР     | 53    |
| Боженов, Сергей Андреевич                                                                 | 15.09.1957    |                                        | ЕР     | 75    |
| Бокк, Владимир Владимирович                                                               | 18.06.1953    |                                        | ЕР     | 159   |
| Бондаренко, Елена Вениаминовна                                                            | 10.06.1968    |                                        | ЕР     | 68    |
| Бондарь, Оксана Андреевна                                                                 | 25.02.1974    |                                        | ЕР     | 116   |
| Бортко, Владимир Владимирович                                                             | 07.05.1946    |                                        | КПРФ   | 216   |
| Борцов, Николай Иванович                                                                  | 08.09.1945    |                                        | ЕР     | 114   |
| Боташев, Расул Борисович                                                                  | 20.10.1977    |                                        | ЕР     | 16    |
| Боярский, Сергей Михайлович                                                               | 24.01.1980    |                                        | ЕР     | фед.  |
| Брыкин, Николай Гаврилович                                                                | 25.11.1959    |                                        | ЕР     | фед.  |
| Брыксин, Александр Юрьевич                                                                | 20.01.1967    |                                        | ЕР     | фед.  |
| Бугера, Михаил Евгеньевич                                                                 | 14.01.1961    |                                        | ЕР     | фед.  |
| Будуев, Николай Робертович                                                                | 24.03.1974    |                                        | ЕР     | фед.  |
| Бузилов, Валерий Викторович                                                               | 26.09.1953    |                                        | ЕР     | 34    |
| Букачаков, Родион Борисович                                                               | 13.09.1963    |                                        | ЕР     | 2     |
| Булавинов, Вадим Евгеньевич                                                               | 20.03.1963    |                                        | ЕР     | 132   |
| Бурматов, Владимир Владимирович                                                           | 18.08.1981    |                                        | ЕР     | 190   |
| Бурнашов, Алексей Леонидович                                                              | 28.06.1973    |                                        | ЕР     | 59    |
| Быков, Олег Петрович                                                                      | 21.09.1983    | 11.10.2017                             | ЕР     | фед.  |
| Валеев, Эрнест Абдулович                                                                  | 07.04.1950    |                                        | ЕР     | 185   |
| Валенчук, Олег Дорианович                                                                 | 14.09.1960    |                                        | ЕР     | 106   |
| Валуев, Николай Сергеевич                                                                 | 21.08.1973    |                                        | ЕР     | фед.  |
| Василенко, Александр Борисович                                                            | 21.10.1948    |                                        | ЕР     | фед.  |
| Васильев, Александр Николаевич                                                            | 30.03.1982    |                                        | ЕР     | фед.  |
| Веллер, Алексей Борисович                                                                 | 09.01.1966    |                                        | ЕР     | 128   |
| Веремеенко, Сергей Алексеевич                                                             | 26.09.1955    | 25.09.2018                             | ЕР     | 180   |
| Ветлужских, Андрей Леонидович                                                             | 05.08.1961    |                                        | ЕР     | фед.  |
| Власов, Василий Максимович                                                                | 27.06.1995    |                                        | ЛДПР   | фед.  |
| Водолацкий, Виктор Петрович                                                               | 19.08.1957    |                                        | ЕР     | фед.  |
| Воевода, Алексей Иванович                                                                 | 09.05.1980    |                                        | ЕР     | фед.  |
| Волков, Юрий Геннадьевич                                                                  | 01.06.1980    |                                        | ЛДПР   | фед.  |
| Володин, Вячеслав Викторович                                                              | 04.02.1964    |                                        | ЕР     | фед.  |
| Воробьев, Александр Васильевич                                                            | 27.05.1954    |                                        | ЕР     | фед.  |
| Воронина, Татьяна Евгеньевна                                                              | 04.01.1962    |                                        | ЕР     | 109   |
| Вострецов, Сергей Алексеевич                                                              | 04.04.1976    |                                        | ЕР     | 212   |
| Вторыгина, Елена Андреевна                                                                | 17.08.1957    |                                        | ЕР     | фед.  |
| Выборный, Анатолий Борисович                                                              | 08.06.1965    |                                        | ЕР     | 210   |
| Вяткин, Дмитрий Федорович                                                                 | 21.05.1974    |                                        | ЕР     | фед.  |
| Гаврилов, Сергей Анатольевич                                                              | 27.01.1966    |                                        | КПРФ   | фед.  |
| Гаджиев, Магомед Тажудинович                                                              | 07.04.1965    |                                        | ЕР     | фед.  |
| Гаджиев, Мурад Станиславович                                                              | 31.07.1961    |                                        | ЕР     | фед.  |
| Гадыльшин, Мурад Асфандиарович                                                            | 07.08.1958    |                                        | ЕР     | фед.  |
| Газгиреев, Юшаа Орснакиевич                                                               | 16.04.1958    |                                        | ЕР     | фед.  |
| Газзаев, Валерий Георгиевич                                                               | 07.08.1954    |                                        | СР     | фед.  |
| Ганзя, Вера Анатольевна                                                                   | 28.04.1959    |                                        | КПРФ   | фед.  |
| Ганиев, Фарит Глюсович                                                                    | 19.01.1964    |                                        | ЕР     | фед.  |
| Гартунг, Валерий Карлович                                                                 | 12.11.1960    |                                        | СР     | фед.  |
| Геккиев, Заур Далхатович                                                                  | 12.02.1961    |                                        | ЕР     | фед.  |
| Герасименко, Николай Федорович                                                            | 01.12.1950    |                                        | ЕР     | фед.  |
| Германова, Ольга Михайловна                                                               | 26.09.1961    |                                        | ЕР     | фед.  |
| Гетта, Антон Александрович                                                                | 29.04.1980    |                                        | ЕР     | фед.  |
| Гильмутдинов, Ильдар Ирекович                                                             | 03.09.1962    |                                        | ЕР     | 27    |
| Гладких, Борис Михайлович                                                                 | 16.02.1983    |                                        | ЕР     | 69    |
| Говорин, Николай Васильевич                                                               | 29.12.1952    |                                        | ЕР     | 43    |
| Гоголева, Татьяна Степановна                                                              | 26.11.1961    |                                        | ЕР     | фед.  |
| Голушко, Андрей Иванович                                                                  | 01.12.1964    |                                        | ЕР     | 141   |
| Гончар, Николай Николаевич                                                                | 18.10.1946    |                                        | ЕР     | 208   |
| Гордеев, Алексей Васильевич                                                               | 28.02.1955    | 12.02.2020                             | ЕР     | фед.  |
| Горелкин, Антон Вадимович                                                                 | 22.01.1982    |                                        | ЕР     | фед.  |
| Грешневиков, Анатолий Николаевич                                                          | 29.08.1956    |                                        | СР     | 195   |
| Гришин, Евгений Анатольевич                                                               | 15.03.1961    | 21.01.2021                             | ЕР     | фед.  |
| Гулевский, Михаил Владимирович                                                            | 11.11.1948    |                                        | ЕР     | фед.  |
| Гусева, Ирина Михайловна                                                                  | 20.05.1972    |                                        | ЕР     | 84    |
| Гутенев, Владимир Владимирович                                                            | 27.03.1966    |                                        | ЕР     | фед.  |
| Дамдинов, Алдар Валерьевич                                                                | 28.03.1971    |                                        | ЕР     | 9     |
| Данчикова, Галина Иннокентьевна                                                           | 13.08.1954    |                                        | ЕР     | фед.  |
| Делимханов, Адам Султанович                                                               | 25.09.1969    |                                        | ЕР     | 36    |
| Демченко, Иван Иванович                                                                   | 27.09.1960    |                                        | ЕР     | 48    |
| Дерябкин, Виктор Ефимович                                                                 | 11.05.1964    |                                        | ЕР     | 155   |
| Дзюба, Виктор Викторович                                                                  | 10.08.1977    |                                        | ЕР     | 183   |
| Дивинский, Игорь Борисович                                                                | 13.12.1957    |                                        | ЕР     | 211   |
| Диденко, Алексей Николаевич                                                               | 30.03.1983    |                                        | ЛДПР   | 181   |
| Догаев, Ахмед Шамханович                                                                  | 18.08.1965    |                                        | ЕР     | фед.  |
| Дорохин, Павел Сергеевич                                                                  | 25.10.1965    |                                        | КПРФ   | фед.  |
| Драпеко, Елена Григорьевна                                                                | 29.10.1948    |                                        | СР     | 214   |
| Драчев, Владимир Петрович                                                                 | 07.03.1966    |                                        | ЕР     | 111   |
| Духанина, Любовь Николаевна                                                               | 05.10.1958    |                                        | ЕР     | 203   |
| Евланов, Владимир Лазаревич                                                               | 03.08.1948    |                                        | ЕР     | 46    |
| Езерский, Николай Николаевич                                                              | 08.05.1956    |                                        | КПРФ   | фед.  |
| Езубов, Алексей Петрович                                                                  | 10.02.1948    |                                        | ЕР     | 51    |
| Елыкомов, Валерий Анатольевич                                                             | 25.05.1959    |                                        | ЕР     | фед.  |
| Емельянов, Михаил Васильевич                                                              | 09.05.1962    |                                        | СР     | 150   |
| Есяков, Сергей Яковлевич                                                                  | 11.08.1963    |                                        | ЕР     | 146   |
| Ефимов, Виталий Борисович                                                                 | 04.04.1940    |                                        | ЕР     | 23    |
| Жарков, Антон Викторович                                                                  | 03.10.1967    |                                        | ЕР     | 205   |
| Железняк, Сергей Владимирович                                                             | 30.07.1970    |                                        | ЕР     | 204   |
| Жигарев, Сергей Александрович                                                             | 31.03.1969    |                                        | ЛДПР   | 127   |
| Жириновский, Владимир Вольфович                                                           | 25.04.1946    |                                        | ЛДПР   | фед.  |
| Жуков, Александр Дмитриевич                                                               | 01.06.1956    |                                        | ЕР     | фед.  |
| Жупиков, Александр Владимирович                                                           | 29.04.1978    |                                        | ЕР     | 178   |
| Журавлёв, Алексей Александрович                                                           | 30.06.1962    |                                        | Родина | 89    |
| Журова, Светлана Сергеевна                                                                | 07.01.1972    |                                        | ЕР     | фед.  |
| Завальный, Павел Николаевич                                                               | 11.08.1961    |                                        | ЕР     | 222   |
| Заварзин, Виктор Михайлович                                                               | 28.11.1948    |                                        | ЕР     | 144   |
| Загребин, Алексей Егорович                                                                | 05.07.1972    |                                        | ЕР     | 33    |
| Зайцев, Максим Сергеевич                                                                  | 13.10.1988    | 03.10.2019                             | ЛДПР   | фед.  |
| Затулин, Константин Фёдорович                                                             | 07.09.1958    |                                        | ЕР     | 50    |
| Земцов, Николай Георгиевич                                                                | 06.11.1967    |                                        | ЕР     | фед.  |
| Зобнев, Виктор Викторович                                                                 | 07.06.1964    |                                        | ЕР     | 40    |
| Золотарёв, Алексей Михайлович                                                             | 15.02.1960    | 23.09.2020                             | ЕР     | 110   |
| Зубарев, Виктор Владиславович                                                             | 20.02.1961    |                                        | ЕР     | 56    |
| Зюганов, Геннадий Андреевич                                                               | 26.06.1944    |                                        | КПРФ   | фед.  |
| Иванов, Валерий Викторович                                                                | 14.09.1960    |                                        | ЕР     | фед.  |
| Иванов, Максим Анатольевич                                                                | 24.11.1967    |                                        | ЕР     | 172   |
| Иванов, Николай Николаевич                                                                | 17.01.1957    |                                        | КПРФ   | фед.  |
| Иванов, Сергей Владимирович                                                               | 26.10.1969    |                                        | ЛДПР   | фед.  |
| Иванюженков, Борис Викторович                                                             | 25.02.1966    | 05.02.2020                             | КПРФ   | фед.  |
| Игнатов, Виктор Александрович                                                             | 15.10.1968    |                                        | ЕР     | 138   |
| Игошин, Игорь Николаевич                                                                  | 11.12.1970    |                                        | ЕР     | 79    |
| Изотов, Алексей Николаевич                                                                | 26.04.1973    |                                        | ЕР     | 8     |
| Ильтяков, Александр Владимирович                                                          | 09.10.1971    |                                        | ЕР     | 108   |
| Ильясов, Радик Сабитович                                                                  | 27.05.1951    | 14.01.2021                             | ЕР     | фед.  |
| Ионин, Дмитрий Александрович                                                              | 25.01.1985    | 01.11.2017                             | СР     | фед.  |
| Исаев, Андрей Константинович                                                              | 01.10.1964    |                                        | ЕР     | фед.  |
| Исламов, Дмитрий Викторович                                                               | 05.12.1977    |                                        | ЕР     | 102   |
| Ишсарин, Рамзил Рафаилович                                                                | 13.06.1975    |                                        | ЕР     | фед.  |
| Ищенко, Александр Николаевич                                                              | 09.07.1959    |                                        | ЕР     | 66    |
| Кабанова, Валентина Викторовна                                                            | 10.10.1951    |                                        | ЕР     | 123   |
| Кавинов, Артем Александрович                                                              | 03.09.1969    |                                        | ЕР     | 133   |
| Казаков, Виктор Алексеевич                                                                | 04.04.1949    |                                        | ЕР     | 160   |
| Казакова, Ольга Михайловна                                                                | 30.05.1968    |                                        | ЕР     | 67    |
| Казанков, Сергей Иванович                                                                 | 09.10.1972    |                                        | КПРФ   | 22    |
| Калашников, Леонид Иванович                                                               | 06.08.1960    |                                        | КПРФ   | фед.  |
| Калашников, Сергей Вячеславович                                                           | 03.07.1951    | 15.10.2020                             | ЛДПР   | фед.  |
| Каличенко, Андрей Владимирович                                                            | 27.01.1975    |                                        | ЕР     | 135   |
| Каминский, Александр Викторович                                                           | 18.11.1957    |                                        | ЕР     | фед.  |
| Канаев, Алексей Валерианович                                                              | 30.09.1971    |                                        | ЕР     | 86    |
| Каргинов, Сергей Генрихович                                                               | 05.09.1969    |                                        | ЛДПР   | фед.  |
| Карлов, Георгий Александрович                                                             | 04.01.1971    |                                        | ЕР     | 167   |
| Кармазина, Раиса Васильевна                                                               | 09.01.1951    |                                        | ЕР     | 57    |
| Карпов, Анатолий Евгеньевич                                                               | 23.05.1951    |                                        | ЕР     | фед.  |
| Касаева, Татьяна Викторовна                                                               | 26.09.1979    |                                        | ЕР     | фед.  |
| Катасонов, Сергей Михайлович                                                              | 01.05.1963    |                                        | ЛДПР   | фед.  |
| Катенев, Владимир Иванович                                                                | 26.07.1955    |                                        | ЕР     | 215   |
| Качкаев, Павел Рюрикович                                                                  | 04.10.1951    |                                        | ЕР     | 3     |
| Кашин, Владимир Иванович                                                                  | 10.08.1948    |                                        | КПРФ   | фед.  |
| Квитка, Иван Иванович                                                                     | 04.05.1967    |                                        | ЕР     | 186   |
| Кидяев, Виктор Борисович                                                                  | 09.07.1956    |                                        | ЕР     | фед.  |
| Клыканов, Александр Борисович                                                             | 05.02.1953    |                                        | ЕР     | фед.  |
| Кобилев, Алексей Геннадьевич                                                              | 26.08.1959    |                                        | ЕР     | фед.  |
| Коваленко, Андрей Николаевич                                                              | 07.06.1970    | 23.09.2020                             | ЕР     | 194   |
| Ковпак, Лев Игоревич                                                                      | 23.10.1978    |                                        | ЕР     | 169   |
| Когогина, Альфия Гумаровна                                                                | 22.02.1968    |                                        | ЕР     | 29    |
| Козенко, Андрей Дмитриевич                                                                | 03.08.1981    |                                        | ЕР     | 19    |
| Козловский, Александр Николаевич                                                          | 05.05.1973    |                                        | ЕР     | 148   |
| Колесников, Олег Алексеевич                                                               | 11.09.1968    |                                        | ЕР     | 193   |
| Коломейцев, Николай Васильевич                                                            | 01.09.1956    |                                        | КПРФ   | фед.  |
| Кононов, Владимир Михайлович                                                              | 13.03.1958    |                                        | ЕР     | фед.  |
| Корниенко, Алексей Викторович                                                             | 22.07.1976    |                                        | КПРФ   | фед.  |
| Костенко, Наталья Васильевна                                                              | 09.08.1980    |                                        | ЕР     | фед.  |
| Косяненко, Евгений Викторович                                                             | 29.08.1963    |                                        | ЕР     | фед.  |
| Коткин, Сергей Николаевич                                                                 | 11.03.1956    |                                        | ЕР     | 221   |
| Кравец, Александр Алексеевич                                                              | 31.01.1950    |                                        | КПРФ   | фед.  |
| Кравченко, Денис Борисович                                                                | 17.04.1976    |                                        | ЕР     | фед.  |
| Красноштанов, Алексей Николаевич                                                          | 10.06.1963    |                                        | ЕР     | 94    |
| Красов, Андрей Леонидович                                                                 | 27.01.1963    |                                        | ЕР     | 156   |
| Крашенинников, Павел Владимирович                                                         | 21.06.1964    |                                        | ЕР     | фед.  |
| Кривенко, Татьяна Олеговна                                                                | 30.03.1964    | 12.07.2018                             | ЕР     | фед.  |
| Кривоносов, Сергей Владимирович                                                           | 29.05.1971    |                                        | ЕР     | фед.  |
| Крупенников, Владимир Александрович                                                       | 01.09.1969    |                                        | ЕР     | фед.  |
| Крючек, Сергей Иванович                                                                   | 25.07.1963    |                                        | СР     | фед.  |
| Кувшинова, Наталья Сергеевна                                                              | 03.08.1986    |                                        | ЕР     | фед.  |
| Кувычко, Анна Александровна                                                               | 26.06.1979    |                                        | ЕР     | 81    |
| Кудрявцев, Максим Георгиевич                                                              | 29.08.1975    |                                        | ЕР     | 136   |
| Кузьмин, Андрей Альбертович                                                               | 21.09.1959    | 09.09.2018                             | ЛДПР   | 71    |
| Кузьмин, Михаил Владимирович                                                              | 05.08.1955    |                                        | ЕР     | 65    |
| Кузякин, Дмитрий Викторович                                                               | 21.12.1961    | 21.01.2021                             | КПРФ   | фед.  |
| Кулиева, Василина Васильевна                                                              | 20.11.1981    |                                        | ЛДПР   | 44    |
| Кумин, Вадим Валентинович                                                                 | 01.01.1973    | 20.10.2020                             | КПРФ   | фед.  |
| Курбанов, Ризван Даниялович                                                               | 03.01.1961    | 30.06.2017                             | КПРФ   | фед.  |
| Куринный, Алексей Владимирович                                                            | 18,01.1974    |                                        | КПРФ   | 187   |
| Лавриненко, Алексей Федорович                                                             | 20.08.1955    |                                        | ЕР     | фед.  |
| Лавров, Олег Леонидович                                                                   | 27.04.1965    |                                        | ЛДПР   | фед.  |
| Ламейкин, Дмитрий Викторович                                                              | 27.02.1977    |                                        | ЕР     | 47    |
| Лебедев, Игорь Владимирович                                                               | 27.09.1972    |                                        | ЛДПР   | фед.  |
| Лебедев, Олег Александрович                                                               | 12.10.1976    |                                        | КПРФ   | фед.  |
| Левицкий, Юрий Андреевич                                                                  | 15.10.1961    |                                        | ЕР     | фед.  |
| Лисовенко, Алексей Анатольевич                                                            | 14.11.1979    | 05.02.2021                             | ЕР     | фед.  |
| Литовченко, Анатолий Григорьевич                                                          | 01.01.1960    |                                        | ЕР     | 191   |
| Лоор, Иван Иванович                                                                       | 11.12.1955    |                                        | ЕР     | 42    |
| Луговой, Андрей Константинович                                                            | 19.09.1966    |                                        | ЛДПР   | фед.  |
| Лысаков, Вячеслав Иванович                                                                | 10.11.1953    |                                        | ЕР     | 197   |
| Лябихов, Роман Михайлович                                                                 | 07.05.1973    | 05.11.2020                             | КПРФ   | фед.  |
| Лященко, Алексей Вадимович                                                                | 03.09.1974    |                                        | ЕР     | фед.  |
| Маграмов, Абдулмажид Варисович                                                            | 11.11.1956    |                                        | ЕР     | 12    |
| Макаров, Андрей Михайлович                                                                | 22.07.1954    |                                        | ЕР     | фед.  |
| Макиев, Зураб Гайозович                                                                   | 30.09.1976    |                                        | ЕР     | фед.  |
| Максимов, Александр Александрович                                                         | 15.11.1946    |                                        | ЕР     | 104   |
| Максимов, Василий Юрьевич                                                                 | 28.01.1954    |                                        | ЕР     | 166   |
| Максимова, Надежда Сергеевна                                                              | 13.01.1942    |                                        | ЕР     | 35    |
| Максимова, Светлана Викторовна                                                            | 16.07.1961    |                                        | ЕР     | 179   |
| Малов, Николай Владимирович                                                               | 24.11.1964    | 30.06.2017                             | ЕР     | фед.  |
| Марданшин, Рафаэль Мирхатимович                                                           | 24.12.1961    |                                        | ЕР     | фед.  |
| Маринин, Сергей Владимирович                                                              | 08.11.1973    |                                        | ЛДПР   | фед.  |
| Марков, Андрей Павлович                                                                   | 30.06.1972    |                                        | ЕР     | 90    |
| Марков, Евгений Владимирович                                                              | 08.11.1973    | 04.04.2019                             | ЛДПР   | фед.  |
| Марченко, Евгений Евгеньевич                                                              | 17.07.1971    |                                        | ЕР     | 213   |
| Марьяш, Ирина Евгеньевна                                                                  | 15.06.1967    |                                        | ЕР     | фед.  |
| Медведев, Иван Владимирович                                                               | 10.02.1955    |                                        | ЕР     | 18    |
| Мельник, Владимир Иванович                                                                | 03.01.1963    |                                        | ЕР     | фед.  |
| Мельников, Иван Иванович                                                                  | 07.08.1950    |                                        | КПРФ   | фед.  |
| Менделевич, Борис Давыдович                                                               | 27.06.1967    | 29.11.2018                             | ЕР     | фед.  |
| Милонов, Виталий Валентинович                                                             | 23.01.1974    |                                        | ЕР     | 218   |
| Минкин, Иршат Султанович                                                                  | 27.07.1963    |                                        | ЕР     | 31    |
| Миронов, Сергей Михайлович                                                                | 14.02.1953    |                                        | СР     | фед.  |
| Миронова, Валентина Михайловна                                                            | 06.02.1966    |                                        | ЕР     | 78    |
| Митина, Елена Анатольевна                                                                 | 16.08.1966    |                                        | ЕР     | 157   |
| Мищеряков, Юрий Николаевич                                                                | 01.01.1945    |                                        | ЕР     | 142   |
| Моляков, Игорь Юрьевич                                                                    | 29.01.1961    | 05.02.2020                             | СР     | фед.  |
| Морозов, Антон Юрьевич                                                                    | 24.02.1972    |                                        | ЛДПР   | фед.  |
| Морозов, Дмитрий Анатольевич                                                              | 05.05.1971    |                                        | ЕР     | 209   |
| Морозов, Олег Викторович                                                                  | 05.11.1953    | 23.09.2020                             | ЕР     | 28    |
| Москвин, Денис Павлович                                                                   | 11.08.1978    |                                        | ЕР     | 130   |
| Москвичев, Евгений Сергеевич                                                              | 28.09.1957    |                                        | ЕР     | фед.  |
| Мукабенова, Марина Алексеевна                                                             | 20.03.1982    |                                        | ЕР     | 15    |
| Муцоев, Зелимхан Аликоевич                                                                | 13.10.1959    |                                        | ЕР     | 173   |
| Назарова, Наталья Васильевна                                                              | 22.12.1953    |                                        | ЕР     | 131   |
| Напсо, Юрий Аисович                                                                       | 17.04.1973    |                                        | ЛДПР   | фед.  |
| Натаров, Сергей Васильевич                                                                | 26.12.1968    |                                        | ЛДПР   | фед.  |
| Неверов, Сергей Иванович                                                                  | 21.12.1961    |                                        | ЕР     | 175   |
| Николаев, Николай Петрович                                                                | 02.04.1970    |                                        | ЕР     | фед.  |
| Николаева, Виктория Викторовна                                                            | 21.11.1962    |                                        | ЕР     | 64    |
| Никонов, Вячеслав Алексеевич                                                              | 05.06.1956    |                                        | ЕР     | фед.  |
| Нилов, Олег Анатольевич                                                                   | 08.05.1962    |                                        | СР     | фед.  |
| Нилов, Ярослав Евгеньевич                                                                 | 20.03.1982    |                                        | ЛДПР   | фед.  |
| Новиков, Владимир Михайлович                                                              | 09.06.1966    |                                        | ЕР     | 63    |
| Новиков, Дмитрий Георгиевич                                                               | 12.09.1969    |                                        | КПРФ   | фед.  |
| Носов, Александр Алексеевич                                                               | 14.05.1971    |                                        | ЕР     | фед.  |
| Огуль, Леонид Анатольевич                                                                 | 26.10.1963    |                                        | ЕР     | 74    |
| Окунева, Ольга Владимировна                                                               | 10.12.1958    |                                        | ЕР     | 176   |
| Олейников, Юрий Павлович                                                                  | 13.07.1951    |                                        | ЕР     | 126   |
| Омаров, Гаджимурад Заирбекович                                                            | 23.02.1962    |                                        | СР     | фед.  |
| Онищенко, Геннадий Григорьевич                                                            | 20.11.1950    |                                        | ЕР     | 206   |
| Ооржак, Мерген Дадар-оолович                                                              | 09.03.1981    |                                        | ЕР     | 32    |
| Осадчий, Николай Иванович                                                                 | 08.12.1957    |                                        | КПРФ   | фед.  |
| Осипов, Илья Владимирович                                                                 | 14.06.1970    |                                        | ЕР     | фед.  |
| Павлова, Ольга Ивановна                                                                   | 18.05.1965    |                                        | ЕР     | фед.  |
| Пайкин, Борис Романович                                                                   | 26.03.1965    | 10.09.2017                             | ЛДПР   | 77    |
| Палкин, Андрей Васильевич                                                                 | 03.03.1958    |                                        | ЕР     | 73    |
| Панина, Елена Владимировна                                                                | 29.04.1948    |                                        | ЕР     | 201   |
| Панков, Николай Васильевич                                                                | 05.01.1965    |                                        | ЕР     | 164   |
| Пантелеев, Сергей Михайлович                                                              | 04.07.1951    |                                        | КПРФ   | фед.  |
| Парахин, Гаврил Павлович                                                                  | 16.07.1972    | 15.04.2021                             | ЛДПР   | фед.  |
| Парфенов, Денис Андреевич                                                                 | 22.09.1987    |                                        | КПРФ   | 200   |
| Пахомов, Сергей Александрович                                                             | 06.08.1975    |                                        | ЕР     | 125   |
| Пашин, Виталий Львович                                                                    | 30.08.1981    |                                        | ЛДПР   | фед.  |
| Перминов, Дмитрий Сергеевич                                                               | 03.04.1979    |                                        | ЕР     | фед.  |
| Петров, Александр Петрович                                                                | 21.05.1958    |                                        | ЕР     | фед.  |
| Петров, Анатолий Ильич                                                                    | 15.02.1956    |                                        | ЕР     | фед.  |
| Петров, Сергей Валериевич                                                                 | 19.04.1965    |                                        | ЕР     | 113   |
| Петров, Юрий Александрович                                                                | 10.04.1947    |                                        | ЕР     | фед.  |
| Петрунин, Николай Юрьевич                                                                 | 27.02.1976    |                                        | ЕР     | фед.  |
| Пивненко, Валентина Николаевна                                                            | 14.06.1947    |                                        | ЕР     | 17    |
| Пилипенко, Ольга Васильевна                                                               | 04.01.1966    | 08.09.2019                             | ЕР     | 145   |
| Пилюс, Наталия Николаевна                                                                 | 10.10.1953    | 01.03.2017                             | ЕР     | фед.  |
| Пиляев, Иван Сергеевич                                                                    | 28.11.1985    | 08.09.2019                             | ЛДПР   | 70    |
| Пимашков, Петр Иванович                                                                   | 02.07.1948    |                                        | ЕР     | 55    |
| Пинский, Виктор Витальевич                                                                | 06.02.1964    |                                        | ЕР     | фед.  |
| Пирог, Дмитрий Юрьевич                                                                    | 27.06.1980    | 01.03.2017                             | ЕР     | фед.  |
| Пискарев, Василий Иванович                                                                | 08.11.1963    |                                        | ЕР     | фед.  |
| Плетнева, Тамара Васильевна                                                               | 22.11.1947    |                                        | КПРФ   | фед.  |
| Плотников, Владимир Николаевич                                                            | 30.11.1961    |                                        | ЕР     | 83    |
| Поздняков, Владимир Георгиевич                                                            | 30.06.1946    |                                        | КПРФ   | фед.  |
| Поклонская, Наталья Владимировна                                                          | 18.03.1980    |                                        | ЕР     | фед.  |
| Поляков, Александр Алексеевич                                                             | 31.01.1969    |                                        | ЕР     | 177   |
| Пономарёв, Алексей Алексеевич                                                             | 22.03.1942    |                                        | КПРФ   | фед.  |
| Пономарёв, Аркадий Николаевич                                                             | 16.05.1956    |                                        | ЕР     | 87    |
| Прокопьев, Александр Сергеевич                                                            | 05.08.1986    |                                        | ЕР     | 41    |
| Пушкарев, Владимир Александрович                                                          | 22.02.1973    |                                        | ЕР     | фед.  |
| Пушкина, Оксана Викторовна                                                                | 10.05.1963    |                                        | ЕР     | 122   |
| Пьяных, Дмитрий Сергеевич                                                                 | 05.08.1992    | 29.07.2020                             | ЛДПР   | фед.  |
| Пятикоп, Александр Иванович                                                               | 14.12.1962    |                                        | ЕР     | 97    |
| Рахматуллина, Зугура Ягануровна                                                           | 26.08.1961    |                                        | ЕР     | 5     |
| Рашкин, Валерий Федорович                                                                 | 14.03.1955    |                                        | КПРФ   | фед.  |
| Ревенко, Евгений Васильевич                                                               | 22.05.1972    |                                        | ЕР     | фед.  |
| Резник, Владислав Матусович                                                               | 17.05.1954    |                                        | ЕР     | 1     |
| Ремезков, Александр Александрович                                                         | 07.04.1962    |                                        | СР     | фед.  |
| Ресин, Владимир Иосифович                                                                 | 21.02.1936    |                                        | ЕР     | фед.  |
| Роднина, Ирина Константиновна                                                             | 12.09.1949    |                                        | ЕР     | 118   |
| Романенко, Роман Юрьевич                                                                  | 09.08.1971    |                                        | ЕР     | фед.  |
| Романов, Михаил Валентинович                                                              | 03.11.1984    |                                        | ЕР     | 217   |
| Рудченко, Валентина Васильевна                                                            | 26.04.1955    |                                        | ЕР     | 224   |
| Рыжак, Николай Иванович                                                                   | 05.07.1945    |                                        | СР     | фед.  |
| Саблин, Дмитрий Вадимович                                                                 | 05.09.1968    |                                        | ЕР     | 202   |
| Савастьянова, Ольга Викторовна                                                            | 05.04.1960    |                                        | ЕР     | фед.  |
| Савельев, Дмитрий Иванович                                                                | 25.05.1971    |                                        | ЛДПР   | фед.  |
| Савицкая, Светлана Евгеньевна                                                             | 08.08.1948    |                                        | КПРФ   | фед.  |
| Савченко, Светлана Борисовна                                                              | 24.06.1965    |                                        | ЕР     | 21    |
| Сазонов, Дмитрий Валерьевич                                                               | 04.09.1973    |                                        | ЕР     | 61    |
| Сайтиев, Бувайсар Хамидович                                                               | 11.03.1975    |                                        | ЕР     | фед.  |
| Самокутяев, Александр Михайлович                                                          | 13.03.1970    | 23.09.2020                             | СР     | 147   |
| Санина, Наталья Петровна                                                                  | 20.07.1954    |                                        | ЕР     | фед.  |
| Сапко, Игорь Вячеславович                                                                 | 13.07.1966    |                                        | ЕР     | фед.  |
| Сапрыкина, Татьяна Васильевна                                                             | 08.05.1968    |                                        | ЕР     | фед.  |
| Саралиев, Шамсаил Юнусович                                                                | 05.11.1973    |                                        | ЕР     | фед.  |
| Сафаралиев, Гаджимет Керимович                                                            | 26.06.1950    |                                        | ЕР     | фед.  |
| Сватковский, Дмитрий Валерьевич                                                           | 27.11.1971    | 25.09.2018                             | ЕР     | 129   |
| Свинцов, Андрей Николаевич                                                                | 12.11.1978    |                                        | ЛДПР   | фед.  |
| Свищев, Дмитрий Александрович                                                             | 22.05.1969    |                                        | ЛДПР   | фед.  |
| Селезнев, Валерий Сергеевич                                                               | 05.09.1964    |                                        | ЛДПР   | фед.  |
| Селиверстов, Виктор Валентинович                                                          | 02.08.1954    |                                        | ЕР     | фед.  |
| Селимханов, Магомед Саламович                                                             | 31.01.1976    |                                        | ЕР     | фед.  |
| Серова, Елена Олеговна                                                                    | 22.04.1976    |                                        | ЕР     | 119   |
| Серпер, Евгений Александрович                                                             | 31.07.1980    |                                        | ЕР     | 161   |
| Сибагатуллин, Фатих Саубанович                                                            | 01.05.1950    |                                        | ЕР     | 26    |
| Сидоров, Александр Леонидович                                                             | 15.03.1952    |                                        | ЕР     | 223   |
| Симановский, Леонид Яковлевич                                                             | 19.07.1949    |                                        | ЕР     | фед.  |
| Синельщиков, Юрий Петрович                                                                | 26.09.1947    |                                        | КПРФ   | фед.  |
| Синяговский, Владимир Ильич                                                               | 09.08.1948    |                                        | ЕР     | 49    |
| Ситников, Алексей Владимирович                                                            | 19.06.1971    |                                        | ЕР     | 107   |
| Скляр, Геннадий Иванович                                                                  | 17.05.1952    |                                        | ЕР     | 100   |
| Скоч, Андрей Владимирович                                                                 | 30.01.1966    |                                        | ЕР     | 76    |
| Скриванов, Дмитрий Станиславович                                                          | 15.08.1971    |                                        | ЕР     | 60    |
| Скруг, Валерий Степанович                                                                 | 20.06.1963    |                                        | ЕР     | фед.  |
| Слуцкий, Леонид Эдуардович                                                                | 04.01.1968    |                                        | ЛДПР   | фед.  |
| Слыщенко, Константин Григорьевич                                                          | 09.03.1965    |                                        | ЕР     | 45    |
| Смирнов, Юрий Валентинович                                                                | 01.12.1965    |                                        | ЕР     | 92    |
| Смолин, Олег Николаевич                                                                   | 10.02.1952    |                                        | КПРФ   | 140   |
| Сокол, Сергей Михайлович                                                                  | 17.12.1970    | 18.03.2020                             | ЕР     | фед.  |
| Солнцева, Светлана Юрьевна                                                                | 04.04.1966    |                                        | ЕР     | фед.  |
| Соломатина, Татьяна Васильевна                                                            | 21.04.1956    |                                        | ЕР     | 182   |
| Сопчук, Сергей Андреевич                                                                  | 16.02.1964    |                                        | ЕР     | 62    |
| Станкевич, Игорь Валентинович                                                             | 31.08.1958    |                                        | ЕР     | 162   |
| Старовойтов, Александр Сергеевич                                                          | 28.01.1972    |                                        | ЛДПР   | фед.  |
| Старшинов, Михаил Евгеньевич                                                              | 12.12.1971    |                                        | ЕР     | фед.  |
| Строкова, Елена Викторовна                                                                | 17.02.1976    |                                        | ЛДПР   | фед.  |
| Сураев, Максим Викторович                                                                 | 24.05.1972    |                                        | ЕР     | 117   |
| Сухарев, Иван Константинович                                                              | 10.06.1978    |                                        | ЛДПР   | фед.  |
| Таймазов, Артур Борисович                                                                 | 20.07.1979    |                                        | ЕР     | 25    |
| Тайсаев, Казбек Куцукович                                                                 | 12.02.1967    |                                        | КПРФ   | фед.  |
| Тарасенко, Михаил Васильевич                                                              | 21.11.1947    |                                        | ЕР     | 115   |
| Тен, Сергей Юрьевич                                                                       | 25.08.1976    |                                        | ЕР     | 95    |
| Терентьев, Александр Васильевич                                                           | 01.01.1961    |                                        | СР     | фед.  |
| Терентьев, Михаил Борисович                                                               | 14.05.1970    |                                        | ЕР     | фед.  |
| Терешкова, Валентина Владимировна                                                         | 06.03.1937    |                                        | ЕР     | фед.  |
| Тетерин, Иван Михайлович                                                                  | 12.01.1952    |                                        | ЕР     | 196   |
| Тимофеева, Ольга Викторовна                                                               | 19.08.1977    |                                        | ЕР     | фед.  |
| Тихомиров, Анатолий Федорович                                                             | 07.05.1956    |                                        | ЕР     | 220   |
| Ткачев, Алексей Николаевич                                                                | 01.03.1957    |                                        | ЕР     | фед.  |
| Толстой, Петр Олегович                                                                    | 20.06.1969    |                                        | ЕР     | 199   |
| Торощин, Игорь Андреевич                                                                  | 09.12.1985    |                                        | ЛДПР   | фед.  |
| Третьяк, Владислав Александрович                                                          | 25.04.1952    |                                        | ЕР     | 188   |
| Тумусов, Федот Семёнович                                                                  | 30.06.1955    |                                        | СР     | 24    |
| Туров, Артём Викторович                                                                   | 01.03.1984    |                                        | ЕР     | фед.  |
| Тутова, Лариса Николаевна                                                                 | 18.10.1969    |                                        | ЕР     | 149   |
| Умаханов, Умахан Магомедгаджиевич                                                         | 25.05.1965    |                                        | ЕР     | 10    |
| Фаррахов, Айрат Закиевич                                                                  | 17.02.1968    |                                        | ЕР     | фед.  |
| Федоров, Евгений Алексеевич                                                               | 11.05.1963    |                                        | ЕР     | фед.  |
| Федяев, Павел Михайлович                                                                  | 31.07.1982    |                                        | ЕР     | 103   |
| Фетисов, Вячеслав Александрович                                                           | 20.04.1958    |                                        | ЕР     | 124   |
| Фирюлин, Иван Иванович                                                                    | 10.09.1954    |                                        | ЕР     | фед.  |
| Фокин, Александр Иванович                                                                 | 24.10.1954    |                                        | ЕР     | фед.  |
| Фролова, Тамара Ивановна                                                                  | 02.11.1959    |                                        | ЕР     | фед.  |
| Хайров, Ринат Шамильевич                                                                  | 22.06.1964    |                                        | ЕР     | 30    |
| Харитонов, Николай Михайлович                                                             | 30.10.1948    |                                        | КПРФ   | 52    |
| Харсиев, Алихан Анатольевич                                                               | 10.06.1956    |                                        | ЕР     | 13    |
| Хасанов, Мурат Русланович                                                                 | 10.12.1970    |                                        | ЕР     | фед.  |
| Хинштейн, Александр Евсеевич                                                              | 26.10.1974    | 09.09.2018                             | ЕР     | 158   |
| Хованская, Галина Петровна                                                                | 23.08.1943    |                                        | СР     | 198   |
| Хор, Глеб Яковлевич                                                                       | 08.04.1963    |                                        | ЕР     | фед.  |
| Хохлов, Алексей Алексеевич                                                                | 06.11.1957    |                                        | ЕР     | 91    |
| Хуснулин, Равиль Камильевич                                                               | 14.12.1957    |                                        | ЕР     | фед.  |
| Цыбизова, Татьяна Игоревна                                                                | 05.10.1962    |                                        | ЕР     | 82    |
| Чайка, Валентин Васильевич                                                                | 02.07.1953    |                                        | ЕР     | фед.  |
| Чепа, Алексей Васильевич                                                                  | 22.11.1955    |                                        | СР     | фед.  |
| Чепиков, Сергей Владимирович                                                              | 30.01.1967    |                                        | ЕР     | 170   |
| Черкасов, Кирилл Игоревич                                                                 | 03.04.1967    |                                        | ЛДПР   | фед.  |
| Черкесов, Леонид Ильич                                                                    | 13.08.1966    |                                        | ЕР     | 38    |
| Чернышев, Михаил Анатольевич                                                              | 06.03.1950    |                                        | ЕР     | 152   |
| Черняева, Нина Алексеевна                                                                 | 29.04.1959    |                                        | ЕР     | фед.  |
| Чижов, Сергей Викторович                                                                  | 16.03.1964    |                                        | ЕР     | 88    |
| Чилингаров, Артур Николаевич                                                              | 25.09.1939    |                                        | ЕР     | фед.  |
| Чиндяскин, Сергей Викторович                                                              | 09.12.1965    |                                        | ЕР     | фед.  |
| Чиркова, Ирина Александровна                                                              | 06.03.1982    | 27.10.2020                             | СР     | фед.  |
| Шайхутдинов, Рифат Габдулхакович                                                          | 23.12.1963    |                                        | ГП     | 6     |
| Шаккум, Мартин Люцианович                                                                 | 21.09.1951    |                                        | ЕР     | 120   |
| Шаманов, Владимир Анатольевич                                                             | 15.02.1957    |                                        | ЕР     | фед.  |
| Шаргунов, Сергей Александрович                                                            | 12.05.1980    |                                        | КПРФ   | фед.  |
| Швыткин, Юрий Николаевич                                                                  | 24.05.1965    |                                        | ЕР     | 54    |
| Шеин, Олег Васильевич                                                                     | 21.03.1972    |                                        | СР     | фед.  |
| Шеремет, Михаил Сергеевич                                                                 | 23.05.1971    |                                        | ЕР     | фед.  |
| Шерин, Александр Николаевич                                                               | 21.06.1977    |                                        | ЛДПР   | фед.  |
| Шипулин, Антон Владимирович                                                               | 21.08.1987    | 08.09.2019                             | ЕР     | 174   |
| Шишкоедов, Василий Михайлович                                                             | 01.01.1953    |                                        | ЕР     | фед.  |
| Шолохов, Александр Михайлович                                                             | 25.01.1962    |                                        | ЕР     | 153   |
| Шперов, Павел Валентинович                                                                | 04.07.1961    |                                        | ЛДПР   | фед.  |
| Шрейдер, Виктор Филиппович                                                                | 23.02.1952    |                                        | ЕР     | 139   |
| Шубин, Игорь Николаевич                                                                   | 20.12.1955    |                                        | ЕР     | 58    |
| Шулепов, Евгений Борисович                                                                | 08.06.1958    |                                        | ЕР     | 85    |
| Шхагошев, Адальби Люлевич                                                                 | 06.06.1967    |                                        | ЕР     | 14    |
| Щаблыкин, Максим Иванович                                                                 | 13.07.1970    |                                        | ЕР     | 154   |
| Щапов, Михаил Викторович                                                                  | 20.09.1975    |                                        | КПРФ   | 93    |
| Эмиргамзаев, Абдулгамид Гасанович                                                         | 15.11.1965    |                                        | ЕР     | 11    |
| Юмашева, Инга Альбертовна                                                                 | 11.03.1985    |                                        | ЕР     | фед.  |
| Юрков, Дмитрий Васильевич                                                                 | 05.05.1972    |                                        | ЕР     | 72    |
| Ющенко, Александр Андреевич                                                               | 19.11.1969    |                                        | КПРФ   | фед.  |
| Якубовский, Александр Владимирович                                                        | 07.05.1985    | 26.09.2018                             | ЕР     | фед.  |
| Ямпольская, Елена Александровна                                                           | 20.06.1971    |                                        | ЕР     | фед.  |
| Яровая, Ирина Анатольевна                                                                 | 17.10.1966    |                                        | ЕР     | фед.  |
| Ярошук, Александр Георгиевич                                                              | 15.11.1965    | 25.09.2018                             | ЕР     | 98    |
| Яхнюк, Сергей Васильевич                                                                  | 03.07.1962    | 10.10.2017                             | ЕР     | 112   |
| вакансия (ввиду сложения полномочий А.В.Чернышёвым) новые выборы по округу не назначены   |               |                                        |        | 96    |
| вакансия (ввиду сложения полномочий А. А. Карелиным) новые выборы по округу не назначены  |               |                                        |        | 137   |
| вакансия (ввиду сложения полномочий Ю. В. Кобзевым) новые выборы по округу не назначены   |               |                                        |        | 151   |
| вакансия (ввиду сложения полномочий Е. А. Примаковым) новые выборы по округу не назначены |               |                                        |        | 165   |
| вакансия (ввиду сложения полномочий Г. П. Ледковым) новые выборы по округу не назначены   |               |                                        |        | 225   |
| вакансия (ввиду смерти Л. К. Шойгу) новые выборы по округу не назначены                   |               |                                        |        | фед.  |

## Итоги выборов 2016 года: партийные списки

### Распределение мандатов между партиями
Правила распределения депутатских мандатов по федеральному избирательному округу регулируются статьями 88 и 89 Федерального закона от 22 февраля 2014 г. N 20-ФЗ «О выборах депутатов Государственной Думы Федерального Собрания Российской Федерации». Мандаты распределяются среди партий, чьи списки кандидатов набрали более 5 % голосов избирателей. По итогам голосования к распределению мандатов были допущены четыре партии:
- «Единая Россия» — 54,2 % голосов
- КПРФ — 13,34 %
- ЛДПР — 13,14 %
- «Справедливая Россия» — 6,22 %.

За эти 4 партии в общей сложности было подано 45.739.696 голосов избирателей. В соответствии с п.1 ст.89 Закона это число следует разделить на 225 (количество мандатов, распределяемых по спискам). Образовавшееся число именуется «первым избирательным частным» (ИЧ-1). В данном случае ИЧ-1 равно 203.287,538. Иными словами, один депутатский мандат полагается примерно на каждые 203,3 тысячи голосов избирателей.
В результате деления количества голосов, поданных за каждый из 4 партийных списков, на ИЧ-1, вычисляется первичное распределение мандатов. Мандаты, не распределенные при первичном распределении, передаются партиям с наибольшей дробной частью числа, полученного при делении количества голосов на ИЧ-1.
В данном случае при первичном распределении оказались распределены 224 мандата из 225. Оставшийся мандат был передан КПРФ как партии с наибольшей дробной частью числа, полученного при делении количества голосов на ИЧ-1.
| Партия                | Количество голосов | Голоса ÷ ИЧ-1 | Мандаты при первичном распределении | Дробная часть при первичном распределении | Мандаты при вторичном распределении | Всего мандатов |
| --------------------- | ------------------ | ------------- | ----------------------------------- | ----------------------------------------- | ----------------------------------- | -------------- |
| «Единая Россия»       | 28 527 828         | 140,33        | 140                                 | 0,33                                      | 0                                   | 140            |
| КПРФ                  | 7 019 752          | 34,53         | 34                                  | 0,53                                      | 1                                   | 35             |
| ЛДПР                  | 6 917 063          | 34,03         | 34                                  | 0,03                                      | 0                                   | 34             |
| «Справедливая Россия» | 3 275 053          | 16,11         | 16                                  | 0,11                                      | 0                                   | 16             |
| Всего                 | 45 739 696         | 225           | 224                                 | 1,00                                      | 1                                   | 225            |

### Распределение мандатов внутри партийного списка
Распределение мандатов между кандидатами внутри партийного списка происходит следующим образом. В первую очередь мандатами наделяются кандидаты, включенные в федеральную часть партийного списка. После этого оставшиеся мандаты распределяются между региональными группами кандидатов в таком же порядке, как они распределялись между партиями. Общее число голосов, поданных за партийный список, делится на общее количество оставшихся мандатов. Полученное число именуется «вторым избирательным частным» (ИЧ-2) для данной партии. Затем количество голосов, поданных за каждую региональную группу, делится на ИЧ-2. Целая часть получившегося числа есть количество мандатов, которые получает данная региональная группа. Оставшиеся мандаты передаются региональным группам с наибольшей дробной частью числа, полученного при делении полученных голосов на ИЧ-2.
После проведения всех указанных подсчетов Центральная избирательная комиссия устанавливает итоги выборов и публикует список кандидатов, избранных депутатами. После этого в течение 5 дней избранный кандидат может отказаться от мандата. В таком случае мандат передается следующему по списку кандидату из соответствующей региональной группы. Если от мандата отказался кандидат из федеральной части списка, мандат передается региональной группе с наибольшей дробной частью числа, полученного при делении количества голосов на ИЧ-2, из числа групп, не получивших мандатов при вторичном распределении.

### Всероссийская политическая партия «Единая Россия»

Депутаты, избранные по партийному списку «Единой России», по региональным группам.

#### Распределение между региональными группами
Всего: 140 мандатов.
В федеральную часть списка «Единой России» входил 1 кандидат. Соответственно, распределению между региональными списками подлежали 139 мандатов. ИЧ-2 для «Единой России» составляет:
28 527 828 голосов ÷ 139 мандатов = 205 236,173.
| Номер региональной группы | Территория                                                                              | Количество голосов | Голоса ÷ ИЧ-2 | Мандаты при первичном распределении | Дробная часть при первичном распределении | Мандаты при вторичном распределении | Всего мандатов |
| ------------------------- | --------------------------------------------------------------------------------------- | ------------------ | ------------- | ----------------------------------- | ----------------------------------------- | ----------------------------------- | -------------- |
| 1                         | Камчатский, Хабаровский края, Амурская, Магаданская области, Еврейская АО, Чукотский АО | 342 218            | 1,667         | 1                                   | 0,667                                     | 1                                   | 2              |
| 2                         | Приморский край, Сахалинская область                                                    | 284 571            | 1,387         | 1                                   | 0,387                                     | 0                                   | 1              |
| 3                         | Саха (Якутия)                                                                           | 141 128            | 0,688         | 0                                   | 0,688                                     | 1                                   | 1              |
| 4                         | Бурятия, Забайкальский край, Иркутская область                                          | 517 455            | 2,521         | 2                                   | 0,521                                     | 0                                   | 2              |
| 5                         | Тыва, Хакасия, Красноярский край                                                        | 497 865            | 2,426         | 2                                   | 0,426                                     | 0                                   | 2              |
| 6                         | Республика Алтай, Алтайский край, Кемеровская, Томская области                          | 1 779 379          | 8,670         | 8                                   | 0,670                                     | 1                                   | 9              |
| 7                         | Новосибирская, Омская области                                                           | 504 277            | 2,457         | 2                                   | 0,457                                     | 0                                   | 2              |
| 8                         | Тюменская область, Ханты-Мансийский АО, Ямало-Ненецкий АО                               | 902 383            | 4,397         | 4                                   | 0,397                                     | 0                                   | 4              |
| 9                         | Свердловская область                                                                    | 574 059            | 2,797         | 2                                   | 0,797                                     | 1                                   | 3              |
| 10                        | Курганская, Челябинская области                                                         | 581 543            | 2,834         | 2                                   | 0,834                                     | 1                                   | 3              |
| 11                        | Башкортостан                                                                            | 1 195 246          | 5,824         | 5                                   | 0,824                                     | 1                                   | 6              |
| 12                        | Удмуртия, Пермский край                                                                 | 579 844            | 2,825         | 2                                   | 0,825                                     | 1                                   | 3              |
| 13                        | Татарстан                                                                               | 1 941 068          | 9,458         | 9                                   | 0,458                                     | 0                                   | 9              |
| 14                        | Оренбургская, Самарская, Ульяновская области                                            | 1 180 171          | 5,750         | 5                                   | 0,750                                     | 1                                   | 6              |
| 15                        | Волгоградская, Пензенская, Саратовская, Тамбовская области                              | 1 960 757          | 9,554         | 9                                   | 0,554                                     | 1                                   | 10             |
| 16                        | Марий Эл, Мордовия, Чувашия, Нижегородская область                                      | 1 553 387          | 7,569         | 7                                   | 0,569                                     | 1                                   | 8              |
| 17                        | Республика Коми, Архангельская, Кировская области, Ненецкий АО                          | 438 088            | 2,135         | 2                                   | 0,135                                     | 0                                   | 2              |
| 18                        | Карелия, Ленинградская, Мурманская области                                              | 477 385            | 2,326         | 2                                   | 0,326                                     | 0                                   | 2              |
| 19                        | Вологодская, Калининградская, Новгородская, Псковская области                           | 486 264            | 2,369         | 2                                   | 0,369                                     | 0                                   | 2              |
| 20                        | Ивановская, Костромская, Тверская, Ярославская области                                  | 567 209            | 2,764         | 2                                   | 0,764                                     | 1                                   | 3              |
| 21                        | Калужская, Смоленская, Тульская, Брянская области                                       | 960 802            | 4,681         | 4                                   | 0,681                                     | 1                                   | 5              |
| 22                        | Московская область                                                                      | 989 418            | 4,821         | 4                                   | 0,821                                     | 1                                   | 5              |
| 23                        | Белгородская, Курская, Орловская области                                                | 804 329            | 3,919         | 3                                   | 0,919                                     | 1                                   | 4              |
| 24                        | Владимирская, Воронежская, Липецкая, Рязанская области                                  | 1 301 197          | 6,340         | 6                                   | 0,340                                     | 0                                   | 6              |
| 25                        | Калмыкия, Ставропольский край, Астраханская, Ростовская области                         | 1 574 188          | 7,670         | 7                                   | 0,670                                     | 1                                   | 8              |
| 26                        | Дагестан                                                                                | 1 294 629          | 6,308         | 6                                   | 0,308                                     | 0                                   | 6              |
| 27                        | Чечня                                                                                   | 635 729            | 3,098         | 3                                   | 0,098                                     | 0                                   | 3              |
| 28                        | Ингушетия                                                                               | 129 222            | 0,630         | 0                                   | 0,630                                     | 1                                   | 1              |
| 29                        | Северная Осетия — Алания                                                                | 303 794            | 1,480         | 1                                   | 0,480                                     | 0                                   | 1              |
| 30                        | Кабардино-Балкария                                                                      | 375 942            | 1,832         | 1                                   | 0,832                                     | 1                                   | 2              |
| 31                        | Карачаево-Черкесия                                                                      | 233 498            | 1,138         | 1                                   | 0,138                                     | 0                                   | 1              |
| 32                        | Адыгея                                                                                  | 108 778            | 0,530         | 0                                   | 0,530                                     | 1                                   | 1              |
| 33                        | Краснодарский край                                                                      | 1 211 518          | 5,903         | 5                                   | 0,903                                     | 1                                   | 6              |
| 34                        | Крым, Севастополь                                                                       | 613 581            | 2,990         | 2                                   | 0,990                                     | 1                                   | 3              |
| 35                        | Москва                                                                                  | 991 676            | 4,832         | 4                                   | 0,832                                     | 1                                   | 5              |
| 36                        | Санкт-Петербург                                                                         | 495 230            | 2,413         | 2                                   | 0,413                                     | 0                                   | 2              |
|                           | Всего                                                                                   | 28 527 828         | 139           | 118                                 | 21                                        | 21                                  | 139            |

#### Распределение по кандидатам
0 Федеральный список
1. Медведев, Дмитрий Анатольевич — отказ от мандата. Ввиду отсутствия других кандидатов в федеральном списке мандат был передан региональной группе с наибольшей дробной частью числа, полученного при делении количества голосов на ИЧ-2, из числа групп, не получивших мандатов при вторичном распределении. Таким образом, региональная группа № 4, получившая первоначально 2 мандата, получила дополнительно еще один мандат (Н. Р. Будуев).[4]

1 Камчатский край, Хабаровский край, Амурская область, Магаданская область, Еврейская автономная область, Чукотский автономный округ (2)
1. Яровая, Ирина Анатольевна
2. Березуцкий, Юрий Николаевич

2 Приморский край, Сахалинская область (1)
1. Пинский, Виктор Витальевич

3 Республика Саха (Якутия) (1)
1. Борисов, Егор Афанасьевич — отказ от мандата.[4]
2. Данчикова, Галина Иннокентьевна — получила мандат вследствие отказа Е. А. Борисова.[4]

4 Республика Бурятия, Забайкальский край, Иркутская область (3)
1. Кобзон, Иосиф Давыдович (умер 30 августа 2018 года) ⇨ 11. Якубовский, Александр Владимирович (с 26 сентября 2018 года)[5]
2. Николаев, Николай Петрович
3. Будуев, Николай Робертович — получил мандат вследствие отказа Д. А. Медведева.[4]

5 Республика Тыва, Республика Хакасия, Красноярский край (2)
1. Чилингаров, Артур Николаевич
2. Шойгу, Лариса Кужугетовна
3. Сокол, Сергей Михайлович (c 18 марта 2020 года в связи со сложением полномочий депутата О. Ю. Баталиной, региональная группа № 15)[6]

6 Республика Алтай, Алтайский край, Кемеровская область, Томская область (9)
1. Тулеев, Аман-гельды Молдагазыевич — отказ от мандата.[4]
2. Евтушенко, Ирина Дмитриевна (умерла 13 сентября 2017 года) ⇨ 12. Быков, Олег Петрович[7]
3. Белеков, Иван Итулович
4. Мельник, Владимир Иванович
5. Герасименко, Николай Фёдорович
6. Косяненко, Евгений Викторович
7. Елыкомов, Валерий Анатольевич
8. Фокин, Александр Иванович
9. Чойнзонов, Евгений Лхамацыренович — отказ от мандата.[4]
10. Кувшинова, Наталья Сергеевна — получила мандат вследствие отказа А. М. Тулеева.[4]
11. Горелкин, Антон Вадимович — получил мандат вследствие отказа Е. Л. Чойнзонова.[4]

7 Новосибирская область, Омская область (2)
1. Жуков, Александр Дмитриевич
2. Перминов, Дмитрий Сергеевич

8 Тюменская область, Ханты-Мансийский автономный округ — Югра, Ямало-Ненецкий автономный округ (4)
1. Якушев, Владимир Владимирович — отказ от мандата.[4]
2. Карпов, Анатолий Евгеньевич
3. Гоголева, Татьяна Степановна
4. Брыкин, Николай Гаврилович
5. Пушкарёв, Владимир Александрович — получил мандат вследствие отказа В. В. Якушева.[4]

9 Свердловская область (3)
1. Крашенинников, Павел Владимирович
2. Ветлужских, Андрей Леонидович
3. Петров, Александр Петрович

10 Курганская область, Челябинская область (3)
1. Ямпольская, Елена Александровна
2. Шишкоедов, Василий Михайлович
3. Вяткин, Дмитрий Фёдорович

11 Республика Башкортостан (6)
1. Хамитов, Рустэм Закиевич — отказ от мандата.[4]
2. Байгускаров, Зариф Закирович — выбыл из распределения мандатов вследствие избрания по одномандатному округу № 7.
3. Юмашева, Инга Альбертовна
4. Марданшин, Рафаэль Мирхатимович
5. Баталова, Рима Акбердиновна
6. Ишсарин, Рамзил Рафаилович
7. Ганиев, Фарит Глюсович
8. Бугера, Михаил Евгеньевич — получил мандат вследствие отказа Р. З. Хамитова.[4]

12 Удмуртская Республика, Пермский край (3)
1. Сапко, Игорь Вячеславович
2. Исаев, Андрей Константинович
3. Василенко, Александр Борисович

13 Республика Татарстан (9)
1. Минниханов, Рустам Нургалиевич — отказ от мандата.[4]
2. Ахметов, Марат Готович — отказ от мандата.[4]
3. Сидякин, Александр Геннадьевич (сложил полномочия 13 ноября 2018 года)[8] ⇨ 12. Менделевич, Борис Давыдович (с 29 ноября 2018 года)[9][10]
4. Фаррахов, Айрат Закиевич
5. Чайка, Валентин Васильевич
6. Богуславский, Ирек Борисович
7. Гадыльшин, Мурад Асфандиарович
8. Бариев, Марат Мансурович
9. Хуснулин, Равиль Камильевич
10. Зиннуров, Ирек Хайдарович — получил мандат вследствие отказа Р. Н. Минниханова[4], сложил полномочия 15 декабря 2020 года ⇨ 14. Гришин, Евгений Анатольевич (с 21 января 2021 года)[11]
11. Павлова, Ольга Ивановна — получила мандат вследствие отказа М. Г. Ахметова.[4]

13. Ильясов, Радик Сабитович (с 13 января 2020 года вследствие отказа О.Н.Васильевой, региональная группа № 21)
14 Оренбургская область, Самарская область, Ульяновская область (6)
1. Шаманов, Владимир Анатольевич
2. Балыхин, Григорий Артёмович
3. Симановский, Леонид Яковлевич
4. Гутенев, Владимир Владимирович
5. Беспалова, Марина Павловна
6. Романенко, Роман Юрьевич

15 Волгоградская область, Пензенская область, Саратовская область, Тамбовская область (10)
1. Володин, Вячеслав Викторович
2. Москвичев, Евгений Сергеевич
3. Баталина, Ольга Юрьевна (сложила полномочия 4 марта 2020 года)[13] ⇨ мандат передан в региональную группу № 5.[6]
4. Хор, Глеб Яковлевич
5. Кузнецова, Анна Юрьевна — отказ от мандата.[4]
6. Фролова, Тамара Ивановна
7. Черняева, Нина Алексеевна
8. Фирюлин, Иван Иванович
9. Петров, Анатолий Ильич
10. Носов, Александр Алексеевич
11. Касаева, Татьяна Викторовна — получила мандат вследствие отказа А. Ю. Кузнецовой.[4]

16 Республика Марий Эл, Республика Мордовия, Чувашская Республика, Нижегородская область (8)
1. Никонов, Вячеслав Алексеевич
2. Пискарёв, Василий Иванович
3. Булавинов, Вадим Евгеньевич — выбыл из распределения мандатов вследствие избрания по одномандатному округу № 132.
4. Кидяев, Виктор Борисович
5. Аршинова, Алёна Игоревна
6. Воробьёв, Александр Васильевич
7. Сафин, Марат Мубинович (сложил полномочия 12 июня 2017 года)[14] ⇨ 10. Малов, Николай Владимирович (с 30 июня 2017 года)[15][16]
8. Солнцева, Светлана Юрьевна
9. Чиндяскин, Сергей Викторович

17 Республика Коми, Архангельская область, Кировская область, Ненецкий автономный округ (2)
1. Валенчук, Олег Дорианович — выбыл из распределения мандатов вследствие избрания по одномандатному округу № 106.
2. Савастьянова, Ольга Викторовна
3. Вторыгина, Елена Андреевна

18 Республика Карелия, Ленинградская область, Мурманская область (2)
1. Нарышкин, Сергей Евгеньевич — выбыл из распределения мандатов вследствие избрания по одномандатному округу № 112.
2. Журова, Светлана Сергеевна
3. Лященко, Алексей Вадимович

19 Вологодская область, Калининградская область, Новгородская область, Псковская область (2)
1. Фёдоров, Евгений Алексеевич
2. Васильев, Александр Николаевич

20 Ивановская область, Костромская область, Тверская область, Ярославская область (3)
1. Васильев, Владимир Абдуалиевич — выбыл из распределения мандатов вследствие избрания по одномандатному округу № 180.
2. Терешкова, Валентина Владимировна
3. Иванов, Валерий Викторович
4. Осипов, Илья Владимирович

21 Калужская область, Смоленская область, Тульская область, Брянская область (5)
1. Неверов, Сергей Иванович — выбыл из распределения мандатов вследствие избрания по одномандатному округу № 175.
2. Макаровец, Николай Александрович (сложил полномочия 29 сентября 2016 года)[17] ⇨ 7. Суббот, Валентин Владимирович (с 9 ноября 2016 года, сложил полномочия 14 октября 2020)[18][19] ⇨ 9. Васильева Ольга Николаевна[20] (отказ от мандата)[21] ⇨ мандат передан в региональную группу № 13.[12]
3. Валуев, Николай Сергеевич
4. Любимов, Николай Викторович (сложил полномочия 14 февраля 2017 года) ⇨ 8. Пилюс, Наталия Николаевна (c 1 марта 2017)
5. Петрунин, Николай Юрьевич
6. Туров, Артём Викторович

22 Московская область (5)
1. Воробьёв, Андрей Юрьевич — отказ от мандата[4]
2. Роднина, Ирина Константиновна — выбыла из распределения мандатов вследствие избрания по одномандатному округу № 118.
3. Сураев, Максим Викторович — выбыл из распределения мандатов вследствие избрания по одномандатному округу № 117.
4. Кононов, Владимир Михайлович
5. Аршба, Отари Ионович
6. Терентьев, Михаил Борисович
7. Санина, Наталья Петровна
8. Кравченко, Денис Борисович — получил мандат вследствие отказа А. В. Воробьева.[4]

23 Белгородская область, Курская область, Орловская область (4)
1. Савченко, Евгений Степанович — отказ от мандата.[4]
2. Земцов, Николай Георгиевич
3. Брыксин, Александр Юрьевич
4. Скруг, Валерий Степанович
5. Германова, Ольга Михайловна — получила мандат вследствие отказа Е. С. Савченко.[4]

24 Владимирская область, Воронежская область, Липецкая область, Рязанская область (6)
1. Гордеев, Алексей Васильевич — отказ от мандата.[4] Впоследствии получил мандат после сложения полномочий Г. В. Куликом.
2. Макаров, Андрей Михайлович
3. Ревенко, Евгений Васильевич
4. Кулик, Геннадий Васильевич (сложил полномочия 12 февраля 2020 года)[22] ⇨ 1. Гордеев, Алексей Васильевич (с 12 февраля 2020 года)[23]
5. Гулевский, Михаил Владимирович
6. Сапрыкина, Татьяна Васильевна
7. Богодухов, Владимир Иванович — получил мандат вследствие отказа А. В. Гордеева.[4]

25 Республика Калмыкия, Ставропольский край, Астраханская область, Ростовская область (8)
1. Голубев, Василий Юрьевич — отказ от мандата.[4]
2. Тимофеева, Ольга Викторовна
3. Клыканов, Александр Борисович
4. Шолохов, Александр Михайлович — выбыл из распределения мандатов вследствие избрания по одномандатному округу № 153.
5. Водолацкий, Виктор Петрович
6. Каминский, Александр Викторович
7. Лавриненко, Алексей Фёдорович
8. Адучиев, Батор Канурович
9. Гетта, Антон Александрович
10. Кобилев, Алексей Геннадьевич — получил мандат вследствие отказа В. Ю. Голубева.[4]

26 Республика Дагестан (6)
1. Абдулатипов, Рамазан Гаджимурадович — отказ от мандата.[4]
2. Сафаралиев, Гаджимет Керимович
3. Гаджиев, Магомед Тажудинович
4. Аскендеров, Заур Асевович
5. Гаджиев, Мурад Станиславович
6. Левицкий, Юрий Андреевич
7. Сайтиев, Бувайсар Хамидович — получил мандат вследствие отказа Р. Г. Абдулатипова.[4]

27 Чеченская Республика (3)
1. Кадыров, Рамзан Ахматович — отказ от мандата.[4]
2. Селимханов, Магомед Саламович
3. Саралиев, Шамсаил Юнусович
4. Догаев, Ахмед Шамханович — получил мандат вследствие отказа Р. А. Кадырова.[4]

28 Республика Ингушетия (1)
1. Евкуров, Юнус-Бек Баматгиреевич — отказ от мандата.[4]
2. Газгиреев, Юшаа Орснакиевич — получил мандат вследствие отказа Ю.-Б. Б. Евкурова.[4]

29 Республика Северная Осетия — Алания (1)
1. Битаров, Вячеслав Зелимханович — отказ от мандата.[4]
2. Макиев, Зураб Гайозович — получил мандат вследствие отказа В. З. Битарова.[4]

30 Кабардино-Балкарская Республика (2)
1. Коков, Юрий Александрович — отказ от мандата.[4]
2. Геккиев, Заур Далхатович
3. Марьяш, Ирина Евгеньевна — получила мандат вследствие отказа Ю. А. Кокова.[4]

31 Карачаево-Черкесская Республика (1)
1. Темрезов, Рашид Бориспиевич — отказ от мандата.[4]
2. Старшинов, Михаил Евгеньевич — получил мандат вследствие отказа Р. Б. Темрезова.[4]

32 Республика Адыгея (Адыгея) (1)
1. Тхакушинов, Асланчерий Китович — отказ от мандата.[4]
2. Хасанов, Мурат Русланович — получил мандат вследствие отказа А. К. Тхакушинова.[4]

33 Краснодарский край (6)
1. Бекетов, Владимир Андреевич — отказ от мандата.[4]
2. Костенко, Наталья Васильевна
3. Порханов, Владимир Алексеевич — отказ от мандата.[4]
4. Скоробогатько, Александр Иванович (сложил полномочия 2 декабря 2016 года) ⇨ 9. Бессараб, Светлана Викторовна (с 6 декабря 2016 года)[24][25]
5. Ткачёв, Алексей Николаевич
6. Меткин, Александр Михайлович (сложил полномочия 19 февраля 2017 года)[26] ⇨ 10. Пирог, Дмитрий Юрьевич (с 1 марта 2017 года)[27][28]
7. Кривоносов, Сергей Владимирович — получил мандат вследствие отказа В. А. Бекетова.[4]
8. Воевода, Алексей Иванович — получил мандат вследствие отказа В. А. Порханова.[4]

34 Республика Крым, город Севастополь (3)
1. Аксёнов, Сергей Валерьевич — отказ от мандата.[4]
2. Шеремет, Михаил Сергеевич
3. Бальбек, Руслан Исмаилович
4. Поклонская, Наталья Владимировна — получила мандат вследствие отказа С. В. Аксенова.[4]

35 город Москва (5)
1. Собянин, Сергей Семёнович — отказ от мандата.[4]
2. Говорухин, Станислав Сергеевич (умер 14 июня 2018 года) ⇨ 17. Кривенко, Татьяна Олеговна (с 12 июля 2018 года)[29][30]
3. Духанина, Любовь Николаевна — выбыла из распределения мандатов вследствие избрания по одномандатному округу № 203.
4. Ресин, Владимир Иосифович
5. Морозов, Дмитрий Анатольевич — выбыл из распределения мандатов вследствие избрания по одномандатному округу № 209.
6. Селиверстов, Виктор Валентинович
7. Крупенников, Владимир Александрович
8. Антошкин, Николай Тимофеевич — получил мандат вследствие отказа С. С. Собянина[4], умер 17 января 2021 года ⇨ 14. Лисовенко, Алексей Анатольевич (с 5 февраля 2021 года)[31]

36 город Санкт-Петербург (2)
1. Полтавченко, Георгий Сергеевич — отказ от мандата.[4]
2. Боярский, Сергей Михайлович
3. Петров, Юрий Александрович — получил мандат вследствие отказа Г. С. Полтавченко[4]

### Политическая партия «Коммунистическая партия Российской Федерации»

Депутаты, избранные по партийному списку КПРФ, по региональным группам.

Всего: 35 мандатов.

#### Распределение между региональными группами
В федеральную часть списка КПФР входило 10 кандидатов. Соответственно, распределению между региональными списками подлежали 25 мандатов. ИЧ-2 для КПРФ составляет: 7 019 752 голосов ÷ 25 мандатов = 280 790,08.
| Номер региональной группы | Территория                                                                                              | Количество голосов | Голоса ÷ ИЧ-2 | Мандаты при первичном распределении | Дробная часть при первичном распределении | Мандаты при вторичном распределении | Всего мандатов |
| ------------------------- | --- | ------------------ | ------------- | ----------------------------------- | ----------------------------------------- | ----------------------------------- | -------------- |
| 1                         | Адыгея, Краснодарский край                                                                              | 282 595            | 1,006         | 1                                   | 0,006                                     | 0                                   | 1              |
| 2                         | Республика Алтай, Бурятия, Тыва, Алтайский край                                                         | 213 401            | 0,760         | 0                                   | 0,760                                     | 1                                   | 1              |
| 3                         | Башкортостан                                                                                            | 394 730            | 1,406         | 1                                   | 0,406                                     | 0                                   | 1              |
| 4                         | Дагестан                                                                                                | 77 923             | 0,278         | 0                                   | 0,278                                     | 0                                   | 0              |
| 5                         | Ингушетия, Кабардино-Балкария, Карачаево-Черкесия, Северная Осетия — Алания, Чечня, Ставропольский край | 333 441            | 1,188         | 1                                   | 0,188                                     | 0                                   | 1              |
| 6                         | Калмыкия, Астраханская, Волгоградская области                                                           | 174 894            | 0,623         | 0                                   | 0,623                                     | 1                                   | 1              |
| 7                         | Карелия, Вологодская, Мурманская области                                                                | 109 647            | 0,390         | 0                                   | 0,390                                     | 0                                   | 0              |
| 8                         | Республика Коми, Архангельская, Кировская области, Ненецкий АО                                          | 143 665            | 0,512         | 0                                   | 0,512                                     | 0                                   | 0              |
| 9                         | Крым, Калининградская область, Севастополь                                                              | 108 794            | 0,387         | 0                                   | 0,387                                     | 0                                   | 0              |
| 10                        | Марий Эл, Мордовия, Чувашия                                                                             | 180 533            | 0,643         | 0                                   | 0,643                                     | 1                                   | 1              |
| 11                        | Саха (Якутия), Забайкальский, Камчатский края, Амурская, Магаданская области, Чукотский АО              | 160 532            | 0,572         | 0                                   | 0,572                                     | 1                                   | 1              |
| 12                        | Татарстан, Ульяновская область                                                                          | 193 971            | 0,691         | 0                                   | 0,691                                     | 1                                   | 1              |
| 13                        | Удмуртия                                                                                                | 73 905             | 0,263         | 0                                   | 0,263                                     | 0                                   | 0              |
| 14                        | Хакасия, Красноярский край                                                                              | 147 362            | 0,525         | 0                                   | 0,525                                     | 0                                   | 0              |
| 15                        | Пермский край                                                                                           | 104 066            | 0,371         | 0                                   | 0,371                                     | 0                                   | 0              |
| 16                        | Приморский, Хабаровский края, Сахалинская область, Еврейская АО                                         | 193 588            | 0,689         | 0                                   | 0,689                                     | 1                                   | 1              |
| 17                        | Белгородская, Воронежская область                                                                       | 270 379            | 0,963         | 0                                   | 0,963                                     | 1                                   | 1              |
| 18                        | Брянская, Смоленская область                                                                            | 125 351            | 0,446         | 0                                   | 0,446                                     | 0                                   | 0              |
| 19                        | Владимирская, Рязанская, Тульская области                                                               | 193 553            | 0,689         | 0                                   | 0,689                                     | 1                                   | 1              |
| 20                        | Ивановская, Костромская, Ярославская области                                                            | 166 440            | 0,593         | 0                                   | 0,593                                     | 1                                   | 1              |
| 21                        | Иркутская область                                                                                       | 158 295            | 0,564         | 0                                   | 0,564                                     | 1                                   | 1              |
| 22                        | Калужская, Курская, Орловская области                                                                   | 172 958            | 0,616         | 0                                   | 0,616                                     | 1                                   | 1              |
| 23                        | Кемеровская область                                                                                     | 127 180            | 0,453         | 0                                   | 0,453                                     | 0                                   | 0              |
| 24                        | Курганская, Тюменская области                                                                           | 151 445            | 0,539         | 0                                   | 0,539                                     | 1                                   | 1              |
| 25                        | Ленинградская область, Санкт-Петербург                                                                  | 201 986            | 0,719         | 0                                   | 0,719                                     | 1                                   | 1              |
| 26                        | Липецкая, Пензенская, Тамбовская области                                                                | 196 621            | 0,700         | 0                                   | 0,700                                     | 1                                   | 1              |
| 27                        | Московская область                                                                                      | 327 940            | 1,169         | 1                                   | 0,169                                     | 0                                   | 1              |
| 28                        | Нижегородская область                                                                                   | 153 350            | 0,546         | 0                                   | 0,546                                     | 1                                   | 1              |
| 29                        | Новгородская, Псковская, Тверская области                                                               | 140 907            | 0,502         | 0                                   | 0,502                                     | 0                                   | 0              |
| 30                        | Новосибирская, Томская области                                                                          | 179 450            | 0,639         | 0                                   | 0,639                                     | 1                                   | 1              |
| 31                        | Омская область                                                                                          | 151 708            | 0,540         | 0                                   | 0,540                                     | 1                                   | 1              |
| 32                        | Оренбургская, Самарская области                                                                         | 326 787            | 1,164         | 1                                   | 0,164                                     | 0                                   | 1              |
| 33                        | Ростовская область                                                                                      | 213 750            | 0,761         | 0                                   | 0,761                                     | 1                                   | 1              |
| 34                        | Саратовская область                                                                                     | 129 846            | 0,462         | 0                                   | 0,462                                     | 0                                   | 0              |
| 35                        | Свердловская область, Ханты-Мансийский АО, Ямало-Ненецкий АО                                            | 229 851            | 0,819         | 0                                   | 0,819                                     | 1                                   | 1              |
| 36                        | Челябинская область                                                                                     | 143 642            | 0,512         | 0                                   | 0,512                                     | 0                                   | 0              |
| 37                        | Москва                                                                                                  | 365 266            | 1,301         | 1                                   | 0,301                                     | 0                                   | 1              |
|                           | Всего                                                                                                   | 7 019 752          | 25            | 6                                   | 19                                        | 19                                  | 25             |

#### Распределение по кандидатам
0 Федеральный список (10)
1. Зюганов, Геннадий Андреевич
2. Савицкая, Светлана Евгеньевна
3. Афонин, Юрий Вячеславович
4. Алфёров, Жорес Иванович (скончался 1 марта 2019 года) ⇨ мандат передан в региональную группу № 14[32]
5. Мельников, Иван Иванович
6. Кашин, Владимир Иванович
7. Новиков, Дмитрий Георгиевич
8. Решульский, Сергей Николаевич (сложил полномочия 23 июня 2017 года)[33] ⇨ мандат передан в региональную группу № 9[34]
9. Агаев, Ваха Абуевич (скончался 23 сентября 2020 года) ⇨ мандат передан в региональную группу № 69[35]
10. Тайсаев, Казбек Куцукович

1 Республика Адыгея (Адыгея), Краснодарский край
1. Харитонов, Николай Михайлович — выбыл из распределения мандатов вследствие избрания по одномандатному округу № 52.
2. Осадчий, Николай Иванович

2 Республика Алтай, Республика Бурятия, Республика Тыва, Алтайский край
1. Шаргунов, Сергей Александрович

3 Республика Башкортостан
1. Ющенко, Александр Андреевич

5 Республика Ингушетия, Кабардино-Балкарская Республика, Карачаево-Черкесская Республика, Республика Северная Осетия—Алания, Чеченская Республика, Ставропольский край
1. Гончаров, Виктор Иванович — отказ от мандата.[36]
2. Бифов, Анатолий Жамалович — получил мандат вследствие отказа В. И. Гончарова.

6 Республика Калмыкия, Астраханская область, Волгоградская область
1. Арефьев, Николай Васильевич

 9 Республика Крым, Севастополь, Калининградская область
2. Курбанов, Ризван Даниялович (с 30 июня 2017 года после сложения полномочий С. Н. Решульским)
10 Республика Марий Эл, Республика Мордовия, Чувашская Республика
1. Шурчанов, Валентин Сергеевич (умер 18 декабря 2020 года) ⇨ 3. Кузякин, Дмитрий Викторович (с 21 января 2021 года)[37]

11 Республика Саха (Якутия), Забайкальский край, Камчатский край, Амурская область, Магаданская область, Чукотский автономный округ
1. Поздняков, Владимир Георгиевич

12 Республика Татарстан, Ульяновская область
1. Синельщиков, Юрий Петрович

14 Красноярский край, Хакасия
2. Берулава, Михаил Николаевич (с 10 апреля 2019 года после кончины Ж. И. Алферова)
16 Приморский край, Хабаровский край, Сахалинская область, Еврейская автономная область
1. Корниенко, Алексей Викторович

17 Белгородская область, Воронежская область
1. Гаврилов, Сергей Анатольевич

19 Владимирская область, Рязанская область, Тульская область
1. Лебедев, Олег Александрович

20 Ивановская область, Костромская область, Ярославская область
1. Некрасов, Александр Николаевич (сложил полномочия 9 октября 2020 года) ⇨ 7. Лябихов, Роман Михайлович (с 5 ноября 2020 года)[38]

21 Иркутская область
1. Левченко, Сергей Георгиевич — отказ от мандата.[36]
2. Пономарёв, Алексей Алексеевич — получил мандат вследствие отказа С. Г. Левченко.[36]

22 Калужская область, Курская область, Орловская область
1. Иванов, Николай Николаевич

24 Курганская область, Тюменская область
1. Дорохин, Павел Сергеевич

25 Ленинградская область, город Санкт-Петербург
1. Бортко, Владимир Владимирович — выбыл из распределения мандатов вследствие избрания по одномандатному округу № 216.
2. Пантелеев, Сергей Михайлович

26 Липецкая область, Пензенская область, Тамбовская область
1. Плетнёва, Тамара Васильевна

27 Московская область
1. Васильев, Николай Иванович — отказ от мандата.[36]
2. Русских, Алексей Юрьевич — получил мандат вследствие отказа Н. И. Васильева[36]; сложил полномочия 17 сентября 2018 года ⇨ 4. Авдеев, Михаил Юрьевич (с 26 сентября 2018 года[39] по 22 января 2020 года[40]) ⇨ 6. Иванюженков, Борис Викторович (с 5 февраля 2020 года)[41]

28 Нижегородская область
1. Тарнаев, Александр Петрович — отказ от мандата.[36]
2. Блоцкий, Владимир Николаевич — получил мандат вследствие отказа А. П. Тарнаева.[36]

30 Новосибирская область, Томская область
1. Локоть, Анатолий Евгеньевич — отказ от мандата.[36]
2. Ганзя, Вера Анатольевна — получила мандат вследствие отказа А. Е. Локотя.[36]

31 Омская область
1. Кравец, Александр Алексеевич

32 Оренбургская область, Самарская область
1. Калашников, Леонид Иванович

33 Ростовская область
1. Коломейцев, Николай Васильевич

35 Свердловская область, Ханты-Мансийский автономный округ — Югра, Ямало-Ненецкий автономный округ
1. Езерский, Николай Николаевич

37 город Москва
1. Рашкин, Валерий Фёдорович
2. Кумин, Вадим Валентинович (с 20 октября 2020 года после кончины В. А. Агаева)[35]

### Политическая партия «ЛДПР — Либерально-демократическая партия России»

Депутаты, избранные по партийному списку ЛДПР, по региональным группам.

Всего: 34 мандата.

#### Распределение между региональными группами
В федеральную часть списка ЛДПР входило 10 кандидатов. Из них 1 (А. Н. Диденко) был избран депутатом по одномандатному округу № 181. Соответственно, распределению между региональными списками подлежали 34-9=25 мандатов. ИЧ-2 для ЛДПР составляет: 6 917 063 голоса ÷ 25 мандатов = 276 683.
Список ЛДПР был разбит на 135 региональных групп — в несколько раз больше, чем у любой другой партии. Соответственно, каждая региональная группа набрала сравнительно небольшое количество голосов. Лишь две региональные группы (Москва и Дальний Восток) получили по мандату в результате первичного распределения. При формальной величине ИЧ-2 («проходного балла») в 276,7 тысяч голосов на практике мандаты получили все региональные группы, за которые было подано свыше 70 тысяч голосов. Лишь одна региональная группа (Москва) получила два мандата.
| Номер региональной группы | Территория | Количество голосов | Голоса ÷ ИЧ-2 | Мандаты при первичном распределении | Дробная часть при первичном распределении | Мандаты при вторичном распределении | Всего мандатов |
| ------------------------- | --- | ------------------ | ------------- | ----------------------------------- | ----------------------------------------- | ----------------------------------- | -------------- |
| 1                         | Адыгея | 23 158             | 0,084         | 0                                   | 0,084                                     | 0                                   | 0              |
| 2                         | Республика Алтай | 9 148              | 0,033         | 0                                   | 0,033                                     | 0                                   | 0              |
| 3                         | Башкортостан — территории одномандатных округов № 3, 4, 5                                                           | 192 470            | 0,696         | 0                                   | 0,696                                     | 1                                   | 1              |
| 4                         | Башкортостан — территория одномандатного округа № 6                                                                 | 14 263             | 0,052         | 0                                   | 0,052                                     | 0                                   | 0              |
| 5                         | Башкортостан — территория одномандатного округа № 7                                                                 | 18 918             | 0,068         | 0                                   | 0,068                                     | 0                                   | 0              |
| 6                         | Башкортостан — территория одномандатного округа № 8                                                                 | 13 755             | 0,050         | 0                                   | 0,050                                     | 0                                   | 0              |
| 7                         | Бурятия | 39 514             | 0,143         | 0                                   | 0,143                                     | 0                                   | 0              |
| 8                         | Дагестан, Ингушетия, Кабардино-Балкария, Калмыкия, Карачаево-Черкесия, Северная Осетия — Алания, Чечня              | 26 239             | 0,095         | 0                                   | 0,095                                     | 0                                   | 0              |
| 9                         | Карелия | 37 421             | 0,135         | 0                                   | 0,135                                     | 0                                   | 0              |
| 10                        | Республика Коми | 63 525             | 0,230         | 0                                   | 0,230                                     | 0                                   | 0              |
| 11                        | Крым | 81 757             | 0,295         | 0                                   | 0,295                                     | 1                                   | 1              |
| 12                        | Марий Эл | 30 186             | 0,109         | 0                                   | 0,109                                     | 0                                   | 0              |
| 13                        | Мордовия | 27 065             | 0,098         | 0                                   | 0,098                                     | 0                                   | 0              |
| 14                        | Саха (Якутия), Камчатский, Хабаровский края, Амурская, Магаданская, Сахалинская области, Еврейская АО, Чукотский АО | 278 164            | 1,005         | 1                                   | 0,005                                     | 0                                   | 1              |
| 15                        | Татарстан — территория одномандатного округа № 26                                                                   | 9 901              | 0,036         | 0                                   | 0,036                                     | 0                                   | 0              |
| 16                        | Татарстан — территория одномандатного округа № 27                                                                   | 12 905             | 0,047         | 0                                   | 0,047                                     | 0                                   | 0              |
| 17                        | Татарстан — территория одномандатного округа № 28                                                                   | 5 033              | 0,018         | 0                                   | 0,018                                     | 0                                   | 0              |
| 18                        | Татарстан — территория одномандатного округа № 29                                                                   | 4 074              | 0,015         | 0                                   | 0,015                                     | 0                                   | 0              |
| 19                        | Татарстан — территория одномандатного округа № 30                                                                   | 9 496              | 0,034         | 0                                   | 0,034                                     | 0                                   | 0              |
| 20                        | Татарстан — территория одномандатного округа № 31                                                                   | 9 741              | 0,035         | 0                                   | 0,035                                     | 0                                   | 0              |
| 21                        | Тыва | 4 402              | 0,016         | 0                                   | 0,016                                     | 0                                   | 0              |
| 22                        | Удмуртия — территория одномандатного округа № 33                                                                    | 30 410             | 0,110         | 0                                   | 0,110                                     | 0                                   | 0              |
| 23                        | Удмуртия — территория одномандатного округа № 34                                                                    | 34 748             | 0,126         | 0                                   | 0,126                                     | 0                                   | 0              |
| 24                        | Хакасия | 30 445             | 0,110         | 0                                   | 0,110                                     | 0                                   | 0              |
| 25                        | Чувашия — территория одномандатного округа № 37                                                                     | 32 500             | 0,117         | 0                                   | 0,117                                     | 0                                   | 0              |
| 26                        | Чувашия — территория одномандатного округа № 38                                                                     | 32 772             | 0,118         | 0                                   | 0,118                                     | 0                                   | 0              |
| 27                        | Алтайский край — территория одномандатного округа № 39                                                              | 35 935             | 0,130         | 0                                   | 0,130                                     | 0                                   | 0              |
| 28                        | Алтайский край — территория одномандатного округа № 40                                                              | 41 246             | 0,149         | 0                                   | 0,149                                     | 0                                   | 0              |
| 29                        | Алтайский край — территория одномандатного округа № 41                                                              | 39 219             | 0,142         | 0                                   | 0,142                                     | 0                                   | 0              |
| 30                        | Алтайский край — территория одномандатного округа № 42                                                              | 37 455             | 0,135         | 0                                   | 0,135                                     | 0                                   | 0              |
| 31                        | Забайкальский край                                                                                                  | 85 388             | 0,309         | 0                                   | 0,309                                     | 1                                   | 1              |
| 32                        | Краснодарский край — территории одномандатных округов № 48, 51, 52, 53                                              | 154 638            | 0,559         | 0                                   | 0,559                                     | 1                                   | 1              |
| 33                        | Краснодарский край — территории одномандатных округов № 46, 47, 49, 50                                              | 126 503            | 0,457         | 0                                   | 0,457                                     | 1                                   | 1              |
| 34                        | Красноярский край — территории одномандатных округов № 54, 57                                                       | 81 780             | 0,296         | 0                                   | 0,296                                     | 1                                   | 1              |
| 35                        | Красноярский край — территория одномандатного округа № 55                                                           | 38 942             | 0,141         | 0                                   | 0,141                                     | 0                                   | 0              |
| 36                        | Красноярский край — территория одномандатного округа № 56                                                           | 40 632             | 0,147         | 0                                   | 0,147                                     | 0                                   | 0              |
| 37                        | Пермский край — территория одномандатного округа № 58                                                               | 28 198             | 0,102         | 0                                   | 0,102                                     | 0                                   | 0              |
| 38                        | Пермский край — территория одномандатного округа № 59                                                               | 30 719             | 0,111         | 0                                   | 0,111                                     | 0                                   | 0              |
| 39                        | Пермский край — территория одномандатного округа № 60                                                               | 29 593             | 0,107         | 0                                   | 0,107                                     | 0                                   | 0              |
| 40                        | Пермский край — территория одномандатного округа № 61                                                               | 26 649             | 0,096         | 0                                   | 0,096                                     | 0                                   | 0              |
| 41                        | Приморский край — территория одномандатного округа № 62                                                             | 32 819             | 0,119         | 0                                   | 0,119                                     | 0                                   | 0              |
| 42                        | Приморский край — территория одномандатного округа № 63                                                             | 33 254             | 0,120         | 0                                   | 0,120                                     | 0                                   | 0              |
| 43                        | Приморский край — территория одномандатного округа № 64                                                             | 43 792             | 0,158         | 0                                   | 0,158                                     | 0                                   | 0              |
| 44                        | Ставропольский край — территория одномандатного округа № 65                                                         | 33 760             | 0,122         | 0                                   | 0,122                                     | 0                                   | 0              |
| 45                        | Ставропольский край — территория одномандатного округа № 66                                                         | 33 616             | 0,121         | 0                                   | 0,121                                     | 0                                   | 0              |
| 46                        | Ставропольский край — территория одномандатного округа № 67                                                         | 32 645             | 0,118         | 0                                   | 0,118                                     | 0                                   | 0              |
| 47                        | Ставропольский край — территория одномандатного округа № 68                                                         | 27 774             | 0,100         | 0                                   | 0,100                                     | 0                                   | 0              |
| 48                        | Архангельская область — территория одномандатного округа № 72                                                       | 31 717             | 0,115         | 0                                   | 0,115                                     | 0                                   | 0              |
| 49                        | Архангельская область — территория одномандатного округа № 73                                                       | 36 080             | 0,130         | 0                                   | 0,130                                     | 0                                   | 0              |
| 50                        | Астраханская область                                                                                                | 36 578             | 0,132         | 0                                   | 0,132                                     | 0                                   | 0              |
| 51                        | Белгородская область                                                                                                | 102 942            | 0,372         | 0                                   | 0,372                                     | 1                                   | 1              |
| 52                        | Брянская, Калужская области                                                                                         | 120 024            | 0,434         | 0                                   | 0,434                                     | 1                                   | 1              |
| 53                        | Владимирская область — территория одномандатного округа № 79                                                        | 40 003             | 0,145         | 0                                   | 0,145                                     | 0                                   | 0              |
| 54                        | Владимирская область — территория одномандатного округа № 80                                                        | 39 546             | 0,143         | 0                                   | 0,143                                     | 0                                   | 0              |
| 55                        | Волгоградская область — территория одномандатного округа № 81                                                       | 33 977             | 0,123         | 0                                   | 0,123                                     | 0                                   | 0              |
| 56                        | Волгоградская область — территория одномандатного округа № 82                                                       | 31 546             | 0,114         | 0                                   | 0,114                                     | 0                                   | 0              |
| 57                        | Волгоградская область — территория одномандатного округа № 83                                                       | 30 754             | 0,111         | 0                                   | 0,111                                     | 0                                   | 0              |
| 58                        | Волгоградская область — территория одномандатного округа № 84                                                       | 34 857             | 0,126         | 0                                   | 0,126                                     | 0                                   | 0              |
| 59                        | Вологодская область — территория одномандатного округа № 85                                                         | 47 043             | 0,170         | 0                                   | 0,170                                     | 0                                   | 0              |
| 60                        | Вологодская область — территория одномандатного округа № 86                                                         | 36 588             | 0,132         | 0                                   | 0,132                                     | 0                                   | 0              |
| 61                        | Воронежская область — территория одномандатного округа № 87                                                         | 21 941             | 0,079         | 0                                   | 0,079                                     | 0                                   | 0              |
| 62                        | Воронежская область — территория одномандатного округа № 88                                                         | 20 036             | 0,072         | 0                                   | 0,072                                     | 0                                   | 0              |
| 63                        | Воронежская область — территория одномандатного округа № 89                                                         | 24 122             | 0,087         | 0                                   | 0,087                                     | 0                                   | 0              |
| 64                        | Воронежская область — территория одномандатного округа № 90                                                         | 27 930             | 0,101         | 0                                   | 0,101                                     | 0                                   | 0              |
| 65                        | Ивановская область — территория одномандатного округа № 91                                                          | 29 141             | 0,105         | 0                                   | 0,105                                     | 0                                   | 0              |
| 66                        | Ивановская область — территория одномандатного округа № 92                                                          | 27 864             | 0,101         | 0                                   | 0,101                                     | 0                                   | 0              |
| 67                        | Иркутская область — территория одномандатного округа № 93                                                           | 24 883             | 0,090         | 0                                   | 0,090                                     | 0                                   | 0              |
| 68                        | Иркутская область — территория одномандатного округа № 94                                                           | 26 154             | 0,090         | 0                                   | 0,090                                     | 0                                   | 0              |
| 69                        | Иркутская область — территория одномандатного округа № 95                                                           | 29 873             | 0,108         | 0                                   | 0,108                                     | 0                                   | 0              |
| 70                        | Иркутская область — территория одномандатного округа № 96                                                           | 31 118             | 0,112         | 0                                   | 0,112                                     | 0                                   | 0              |
| 71                        | Калининградская область — территория одномандатного округа № 97                                                     | 28 759             | 0,104         | 0                                   | 0,104                                     | 0                                   | 0              |
| 72                        | Калининградская область — территория одномандатного округа № 98                                                     | 30 425             | 0,110         | 0                                   | 0,110                                     | 0                                   | 0              |
| 73                        | Кемеровская область — территория одномандатного округа № 101                                                        | 32 926             | 0,119         | 0                                   | 0,119                                     | 0                                   | 0              |
| 74                        | Кемеровская область — территория одномандатного округа № 102                                                        | 37 014             | 0,134         | 0                                   | 0,134                                     | 0                                   | 0              |
| 75                        | Кемеровская область — территория одномандатного округа № 103                                                        | 28 219             | 0,102         | 0                                   | 0,102                                     | 0                                   | 0              |
| 76                        | Кемеровская область — территория одномандатного округа № 104                                                        | 37 934             | 0,137         | 0                                   | 0,137                                     | 0                                   | 0              |
| 77                        | Кировская область                                                                                                   | 112 899            | 0,408         | 0                                   | 0,408                                     | 1                                   | 1              |
| 78                        | Костромская область                                                                                                 | 40 274             | 0,146         | 0                                   | 0,146                                     | 0                                   | 0              |
| 79                        | Курганская область                                                                                                  | 56 740             | 0,205         | 0                                   | 0,205                                     | 0                                   | 0              |
| 80                        | Курская область — территория одномандатного округа № 109                                                            | 35 007             | 0,127         | 0                                   | 0,127                                     | 0                                   | 0              |
| 81                        | Курская область — территория одномандатного округа № 110                                                            | 34 371             | 0,124         | 0                                   | 0,124                                     | 0                                   | 0              |
| 82                        | Ленинградская область — территория одномандатного округа № 111                                                      | 29 417             | 0,106         | 0                                   | 0,106                                     | 0                                   | 0              |
| 83                        | Ленинградская область — территория одномандатного округа № 112                                                      | 24 192             | 0,087         | 0                                   | 0,087                                     | 0                                   | 0              |
| 84                        | Ленинградская область — территория одномандатного округа № 113                                                      | 24 463             | 0,088         | 0                                   | 0,088                                     | 0                                   | 0              |
| 85                        | Липецкая область — территория одномандатного округа № 114                                                           | 33 316             | 0,120         | 0                                   | 0,120                                     | 0                                   | 0              |
| 86                        | Липецкая область — территория одномандатного округа № 115                                                           | 28 107             | 0,102         | 0                                   | 0,102                                     | 0                                   | 0              |
| 87                        | Московская область — территории одномандатных округов № 117, 118, 120, 122, 125, 127                                | 178 236            | 0,644         | 0                                   | 0,644                                     | 1                                   | 1              |
| 88                        | Московская область — территории одномандатных округов № 119, 121, 123, 124, 126                                     | 142 173            | 0,514         | 0                                   | 0,514                                     | 1                                   | 1              |
| 89                        | Мурманская область                                                                                                  | 49 559             | 0,179         | 0                                   | 0,179                                     | 0                                   | 0              |
| 90                        | Нижегородская область — территория одномандатного округа № 129                                                      | 26 938             | 0,097         | 0                                   | 0,097                                     | 0                                   | 0              |
| 91                        | Нижегородская область — территория одномандатного округа № 130                                                      | 28 359             | 0,102         | 0                                   | 0,102                                     | 0                                   | 0              |
| 92                        | Нижегородская область — территория одномандатного округа № 131                                                      | 30 930             | 0,112         | 0                                   | 0,112                                     | 0                                   | 0              |
| 93                        | Нижегородская область — территория одномандатного округа № 132                                                      | 26 273             | 0,095         | 0                                   | 0,095                                     | 0                                   | 0              |
| 94                        | Нижегородская область — территория одномандатного округа № 133                                                      | 35 178             | 0,127         | 0                                   | 0,127                                     | 0                                   | 0              |
| 95                        | Новгородская, Тверская области                                                                                      | 106 519            | 0,385         | 0                                   | 0,385                                     | 1                                   | 1              |
| 96                        | Новосибирская область                                                                                               | 145 960            | 0,528         | 0                                   | 0,528                                     | 1                                   | 1              |
| 97                        | Омская область — территория одномандатного округа № 139                                                             | 28 866             | 0,104         | 0                                   | 0,104                                     | 0                                   | 0              |
| 98                        | Омская область — территория одномандатного округа № 140                                                             | 30 320             | 0,110         | 0                                   | 0,110                                     | 0                                   | 0              |
| 99                        | Омская область — территория одномандатного округа № 141                                                             | 34 743             | 0,126         | 0                                   | 0,126                                     | 0                                   | 0              |
| 100                       | Оренбургская область                                                                                                | 150 084            | 0,542         | 0                                   | 0,542                                     | 1                                   | 1              |
| 101                       | Орловская область                                                                                                   | 52 735             | 0,191         | 0                                   | 0,191                                     | 0                                   | 0              |
| 102                       | Пензенская область — территория одномандатного округа № 146                                                         | 29 315             | 0,106         | 0                                   | 0,106                                     | 0                                   | 0              |
| 103                       | Пензенская область — территория одномандатного округа № 147                                                         | 37 284             | 0,135         | 0                                   | 0,135                                     | 0                                   | 0              |
| 104                       | Псковская область                                                                                                   | 33 096             | 0,120         | 0                                   | 0,120                                     | 0                                   | 0              |
| 105                       | Ростовская область                                                                                                  | 196 265            | 0,709         | 0                                   | 0,709                                     | 1                                   | 1              |
| 106                       | Рязанская, Тамбовская области                                                                                       | 93 506             | 0,338         | 0                                   | 0,338                                     | 1                                   | 1              |
| 107                       | Самарская область — территория одномандатного округа № 158                                                          | 35 691             | 0,129         | 0                                   | 0,129                                     | 0                                   | 0              |
| 108                       | Самарская область — территория одномандатного округа № 159                                                          | 36 224             | 0,131         | 0                                   | 0,131                                     | 0                                   | 0              |
| 109                       | Самарская область — территория одномандатного округа № 160                                                          | 33 332             | 0,120         | 0                                   | 0,120                                     | 0                                   | 0              |
| 110                       | Самарская область — территория одномандатного округа № 161                                                          | 41 873             | 0,151         | 0                                   | 0,151                                     | 0                                   | 0              |
| 111                       | Самарская область — территория одномандатного округа № 162                                                          | 36 526             | 0,132         | 0                                   | 0,132                                     | 0                                   | 0              |
| 112                       | Саратовская область — территория одномандатного округа № 163                                                        | 28 080             | 0,101         | 0                                   | 0,101                                     | 0                                   | 0              |
| 113                       | Саратовская область — территория одномандатного округа № 164                                                        | 31 768             | 0,115         | 0                                   | 0,115                                     | 0                                   | 0              |
| 114                       | Саратовская область — территория одномандатного округа № 165                                                        | 30 808             | 0,111         | 0                                   | 0,111                                     | 0                                   | 0              |
| 115                       | Саратовская область — территория одномандатного округа № 166                                                        | 26 685             | 0,096         | 0                                   | 0,096                                     | 0                                   | 0              |
| 116                       | Свердловская область — территории одномандатных округов № 168, 169                                                  | 54 299             | 0,196         | 0                                   | 0,196                                     | 0                                   | 0              |
| 117                       | Свердловская область — территории одномандатных округов № 170, 172                                                  | 73 435             | 0,265         | 0                                   | 0,265                                     | 1                                   | 1              |
| 118                       | Свердловская область — территории одномандатных округов № 171, 173, 174                                             | 106 512            | 0,385         | 0                                   | 0,385                                     | 1                                   | 1              |
| 119                       | Смоленская область — территория одномандатного округа № 175                                                         | 34 117             | 0,123         | 0                                   | 0,123                                     | 0                                   | 0              |
| 120                       | Смоленская область — территория одномандатного округа № 176                                                         | 28 404             | 0,103         | 0                                   | 0,103                                     | 0                                   | 0              |
| 121                       | Томская область — территория одномандатного округа № 181                                                            | 28 536             | 0,103         | 0                                   | 0,103                                     | 0                                   | 0              |
| 122                       | Томская область — территория одномандатного округа № 182                                                            | 25 806             | 0,093         | 0                                   | 0,093                                     | 0                                   | 0              |
| 123                       | Тульская область — территория одномандатного округа № 183                                                           | 39 249             | 0,142         | 0                                   | 0,142                                     | 0                                   | 0              |
| 124                       | Тульская область — территория одномандатного округа № 184                                                           | 39 207             | 0,142         | 0                                   | 0,142                                     | 0                                   | 0              |
| 125                       | Тюменская область — территория одномандатного округа № 185                                                          | 59 386             | 0,215         | 0                                   | 0,215                                     | 0                                   | 0              |
| 126                       | Тюменская область — территория одномандатного округа № 186                                                          | 64 396             | 0,233         | 0                                   | 0,233                                     | 0                                   | 0              |
| 127                       | Ульяновская область                                                                                                 | 84 602             | 0,306         | 0                                   | 0,306                                     | 1                                   | 1              |
| 128                       | Челябинская область                                                                                                 | 200 001            | 0,723         | 0                                   | 0,723                                     | 1                                   | 1              |
| 129                       | Ярославская область — территория одномандатного округа № 194                                                        | 35 118             | 0,127         | 0                                   | 0,127                                     | 0                                   | 0              |
| 130                       | Ярославская область — территория одномандатного округа № 195                                                        | 32 400             | 0,117         | 0                                   | 0,117                                     | 0                                   | 0              |
| 131                       | Москва | 343 876            | 1,243         | 1                                   | 0,243                                     | 1                                   | 2              |
| 132                       | Санкт-Петербург | 141 642            | 0,512         | 0                                   | 0,512                                     | 1                                   | 0              |
| 133                       | Севастополь | 22 632             | 0,082         | 0                                   | 0,082                                     | 0                                   | 0              |
| 134                       | Ненецкий АО | 3 709              | 0,013         | 0                                   | 0,013                                     | 0                                   | 0              |
| 135                       | Ханты-Мансийский АО, Ямало-Ненецкий АО                                                                              | 137 063            | 0,495         | 0                                   | 0,495                                     | 1                                   | 1              |
|                           | Всего | 6 917 063          | 25            | 2                                   | 23                                        | 23                                  | 25             |

#### Распределение по кандидатам
0 Федеральный список (9)
1. Жириновский, Владимир Вольфович
2. Лебедев, Игорь Владимирович
3. Слуцкий, Леонид Эдуардович
4. Нилов, Ярослав Евгеньевич
5. Диденко, Алексей Николаевич — выбыл из распределения мандатов вследствие избрания по одномандатному округу № 181.
6. Дегтярёв, Михаил Владимирович (сложил полномочия 20 июля 2020 года, мандат передан в региональную группу № 115)[42]
7. Курдюмов, Александр Борисович (сложил полномочия 1 апреля 2021 года, мандат передан в региональную группу № 14).
8. Свищев, Дмитрий Александрович
9. Каргинов, Сергей Генрихович
10. Тарасюк, Василий Михайлович (умер 6 мая 2017 года, мандат передан в региональную группу № 41)[43]

3 Республика Башкортостан — Белорецкий одномандатный избирательный округ № 5, Республика Башкортостан — Благовещенский одномандатный избирательный округ № 4, Республика Башкортостан — Уфимский одномандатный избирательный округ № 3
1. Сухарев, Иван Константинович

11 Республика Крым
1. Шперов, Павел Валентинович

14 Республика Саха (Якутия), Камчатский край, Хабаровский край, Амурская область, Магаданская область, Сахалинская область, Чукотский автономный округ, Еврейская автономная область
1. Селезнёв, Валерий Сергеевич
2. Парахин, Гаврил Павлович (с 15 апреля 2021 года вследствие сложения полномочий депутатом А. Б. Курдюмовым, федеральный список)

31 Забайкальский край
1. Волков, Юрий Геннадьевич

32 Краснодарский край — Славянский одномандатный избирательный округ № 48, Краснодарский край — Тихорецкий одномандатный избирательный округ № 51, Краснодарский край — Армавирский одномандатный избирательный округ № 52, Краснодарский край — Каневской одномандатный избирательный округ № 53
1. Луговой, Андрей Константинович

33 Краснодарский край — Краснодарский одномандатный избирательный округ № 46, Краснодарский край — Красноармейский одномандатный избирательный округ № 47, Краснодарский край — Туапсинский одномандатный избирательный округ № 49, Краснодарский край — Сочинский одномандатный избирательный округ № 50
1. Напсо, Юрий Аисович

34 Красноярский край — Красноярский одномандатный избирательный округ № 54, Красноярский край — Енисейский одномандатный избирательный округ № 57
1. Натаров, Сергей Васильевич

 41 Приморский край — Владивостокский одномандатный избирательный округ № 62
1. Андрейченко, Андрей Валерьевич (с 31 мая 2017 года в связи со смертью депутата В. М. Тарасюка, федеральная часть списка)[43]

51 Белгородская область
1. Старовойтов, Александр Сергеевич

52 Брянская область, Калужская область
1. Деньгин, Вадим Евгеньевич (cложил полномочия 23 сентября 2020 года) ⇨ 2. Калашников, Сергей Вячеславович (с 15 октября 2020 года)[44]

77 Кировская область
1. Черкасов, Кирилл Игоревич

87 Московская область — Балашихинский одномандатный избирательный округ № 117, Московская область — Дмитровский одномандатный избирательный округ № 118, Московская область — Красногорский одномандатный избирательный округ № 120, Московская область — Одинцовский одномандатный избирательный округ № 122, Московская область — Сергиево-Посадский одномандатный избирательный округ № 125, Московская область — Щёлковский одномандатный избирательный округ № 127
1. Жигарев, Сергей Александрович — выбыл из распределения мандатов вследствие избрания по одномандатному округу № 127.
2. Строкова, Елена Викторовна

88 Московская область — Коломенский одномандатный избирательный округ № 119, Московская область — Люберецкий одномандатный избирательный округ № 121, Московская область — Орехово-Зуевский одномандатный избирательный округ № 123, Московская область — Подольский одномандатный избирательный округ № 124, Московская область — Серпуховский одномандатный избирательный округ № 126
1. Свинцов, Андрей Николаевич

95 Новгородская область, Тверская область
1. Морозов, Антон Юрьевич

96 Новосибирская область
1. Савельев, Дмитрий Иванович

100 Оренбургская область
1. Катасонов, Сергей Михайлович

105 Ростовская область
1. Иванов, Сергей Владимирович

106 Рязанская область, Тамбовская область
1. Шерин, Александр Николаевич

115 Саратовская область — Энгельсский одномандатный избирательный округ № 166
1. Пьяных, Дмитрий Сергеевич (с 29 июля 2020 года в связи со сложением полномочий депутатом М. В. Дегтяревым, федеральный список)[42]

117 Свердловская область — Берёзовский одномандатный избирательный округ № 170, Свердловская область — Асбестовский одномандатный избирательный округ № 172
1. Торощин, Игорь Андреевич

118 Свердловская область — Нижнетагильский одномандатный избирательный округ № 171, Свердловская область — Первоуральский одномандатный избирательный округ № 173, Свердловская область — Серовский одномандатный избирательный округ № 174
1. Шилков, Данил Евгеньевич (сложил полномочия 25 сентября 2019 года, мандат передан в региональную группу № 131)[45]

127 Ульяновская область
1. Маринин, Сергей Владимирович

128 Челябинская область
1. Пашин, Виталий Львович

131 город Москва (2)
1. Чернышов, Борис Александрович (сложил полномочия 12 мая 2020 года[46]) ⇨ 6. Березин, Никита Владимирович (с 20 мая 2020 года)[47]
2. Власов, Василий Максимович

7. Зайцев, Максим Сергеевич (с 3 октября 2019 года в связи со сложением полномочий депутатом Д. Е. Шилковым, региональная группа № 118)
132 город Санкт-Петербург
1. Лавров, Олег Леонидович

Ханты-Мансийский автономный округ — Югра, Ямало-Ненецкий автономный округ
1. Сысоев, Владимир Владимирович (сложил полномочия 12 марта 2019 года) ⇨ 3. Марков, Евгений Владимирович[48]

### Политическая партия «Справедливая Россия»

Депутаты, избранные по партийному списку «Справедливой России», по региональным группам.

Всего: 16 мандатов.

#### Распределение между региональными группами
В федеральную часть списка «Справедливой России» входил 1 кандидат. Соответственно, распределению между региональными списками подлежали 15 мандатов. ИЧ-2 для «Справедливой России» составляет: 3 275 053 голоса ÷ 15 мандатов = 218 336,877. Ни одна из 50 региональных групп кандидатов не получила мандатов при первичном распределении. При вторичном распределении мандаты получили все региональные группы, за которые было подано свыше 68 тысяч голосов избирателей.
| Номер региональной группы | Территория                                                                                   | Количество голосов | Голоса ÷ ИЧ-2 | Мандаты при первичном распределении | Дробная часть при первичном распределении | Мандаты при вторичном распределении | Всего мандатов |
| ------------------------- | -------------------------------------------------------------------------------------------- | ------------------ | ------------- | ----------------------------------- | ----------------------------------------- | ----------------------------------- | -------------- |
| 1                         | Адыгея                                                                                       | 8 833              | 0,040         | 0                                   | 0,040                                     | 0                                   | 0              |
| 2                         | Республика Алтай, Тыва, Хакасия, Алтайский край                                              | 127 208            | 0,583         | 0                                   | 0,583                                     | 1                                   | 1              |
| 3                         | Башкортостан                                                                                 | 145 981            | 0,669         | 0                                   | 0,669                                     | 1                                   | 1              |
| 4                         | Бурятия, Иркутская область                                                                   | 53 248             | 0,244         | 0                                   | 0,244                                     | 0                                   | 0              |
| 5                         | Дагестан, Ингушетия, Кабардино-Балкария, Карачаево-Черкесия, Северная Осетия — Алания, Чечня | 78 147             | 0,358         | 0                                   | 0,358                                     | 1                                   | 1              |
| 6                         | Калмыкия, Астраханская, Калининградская области                                              | 72 801             | 0,333         | 0                                   | 0,333                                     | 1                                   | 1              |
| 7                         | Карелия, Ленинградская, Мурманская области                                                   | 99 547             | 0,456         | 0                                   | 0,456                                     | 1                                   | 1              |
| 8                         | Республика Коми, Архангельская область, Ненецкий АО, Ямало-Ненецкий АО                       | 69 566             | 0,319         | 0                                   | 0,319                                     | 1                                   | 1              |
| 9                         | Крым, Севастополь                                                                            | 22 649             | 0,104         | 0                                   | 0,104                                     | 0                                   | 0              |
| 10                        | Марий Эл, Чувашия, Ульяновская область                                                       | 90 516             | 0,415         | 0                                   | 0,415                                     | 1                                   | 1              |
| 11                        | Мордовия, Пензенская, Тамбовская области                                                     | 58 946             | 0,270         | 0                                   | 0,270                                     | 0                                   | 0              |
| 12                        | Саха (Якутия), Забайкальский, Камчатский края, Магаданская область, Чукотский АО             | 67 960             | 0,311         | 0                                   | 0,311                                     | 0                                   | 0              |
| 13                        | Татарстан                                                                                    | 51 373             | 0,235         | 0                                   | 0,235                                     | 0                                   | 0              |
| 14                        | Удмуртия, Кировская область                                                                  | 90 119             | 0,413         | 0                                   | 0,413                                     | 1                                   | 1              |
| 15                        | Хабаровский край, Амурская область, Еврейская АО                                             | 29 658             | 0,136         | 0                                   | 0,136                                     | 0                                   | 0              |
| 16                        | Краснодарский край — территории одномандатных округов № 46, 47, 49, 50                       | 31 092             | 0,142         | 0                                   | 0,142                                     | 0                                   | 0              |
| 17                        | Краснодарский край — территории одномандатных округов № 48, 51, 52, 53                       | 44 322             | 0,203         | 0                                   | 0,203                                     | 0                                   | 0              |
| 18                        | Красноярский край                                                                            | 38 706             | 0,177         | 0                                   | 0,177                                     | 0                                   | 0              |
| 19                        | Пермский край                                                                                | 65 960             | 0,302         | 0                                   | 0,302                                     | 0                                   | 0              |
| 20                        | Приморский край, Сахалинская область                                                         | 33 835             | 0,155         | 0                                   | 0,155                                     | 0                                   | 0              |
| 21                        | Ставропольский край                                                                          | 35 705             | 0,164         | 0                                   | 0,164                                     | 0                                   | 0              |
| 22                        | Белгородская область                                                                         | 52 552             | 0,241         | 0                                   | 0,241                                     | 0                                   | 0              |
| 23                        | Брянская, Курская области                                                                    | 39 682             | 0,182         | 0                                   | 0,182                                     | 0                                   | 0              |
| 24                        | Владимирская, Ивановская области                                                             | 57 315             | 0,263         | 0                                   | 0,263                                     | 0                                   | 0              |
| 25                        | Волгоградская область                                                                        | 45 498             | 0,208         | 0                                   | 0,208                                     | 0                                   | 0              |
| 26                        | Вологодская, Новгородская, Тверская области                                                  | 110 080            | 0,504         | 0                                   | 0,504                                     | 1                                   | 1              |
| 27                        | Воронежская область                                                                          | 67 837             | 0,311         | 0                                   | 0,311                                     | 0                                   | 0              |
| 28                        | Калужская, Липецкая, Орловская области                                                       | 70 354             | 0,322         | 0                                   | 0,322                                     | 1                                   | 1              |
| 29                        | Кемеровская область                                                                          | 79 507             | 0,364         | 0                                   | 0,364                                     | 1                                   | 1              |
| 30                        | Костромская, Ярославская области                                                             | 57 153             | 0,262         | 0                                   | 0,262                                     | 0                                   | 0              |
| 31                        | Курганская, Тюменская области                                                                | 141 908            | 0,650         | 0                                   | 0,650                                     | 1                                   | 1              |
| 32                        | Московская область — территории одномандатных округов № 117, 119, 121, 124, 126              | 52 769             | 0,242         | 0                                   | 0,242                                     | 0                                   | 0              |
| 33                        | Московская область — территории одномандатных округов № 118, 120, 122, 123, 125, 127         | 55 265             | 0,253         | 0                                   | 0,253                                     | 0                                   | 0              |
| 34                        | Нижегородская область                                                                        | 61 111             | 0,280         | 0                                   | 0,280                                     | 0                                   | 0              |
| 35                        | Новосибирская область                                                                        | 41 925             | 0,192         | 0                                   | 0,192                                     | 0                                   | 0              |
| 36                        | Омская область                                                                               | 37 563             | 0,172         | 0                                   | 0,172                                     | 0                                   | 0              |
| 37                        | Оренбургская область                                                                         | 35 707             | 0,164         | 0                                   | 0,164                                     | 0                                   | 0              |
| 38                        | Псковская, Смоленская области                                                                | 30 929             | 0,142         | 0                                   | 0,142                                     | 0                                   | 0              |
| 39                        | Ростовская область — территории одномандатных округов № 149, 150, 151, 152                   | 36 951             | 0,169         | 0                                   | 0,169                                     | 0                                   | 0              |
| 40                        | Ростовская область — территории одномандатных округов № 153, 154, 155                        | 31 310             | 0,143         | 0                                   | 0,143                                     | 0                                   | 0              |
| 41                        | Рязанская, Тульская области                                                                  | 44 812             | 0,205         | 0                                   | 0,205                                     | 0                                   | 0              |
| 42                        | Самарская область                                                                            | 57 477             | 0,263         | 0                                   | 0,263                                     | 0                                   | 0              |
| 43                        | Саратовская область                                                                          | 52 930             | 0,242         | 0                                   | 0,242                                     | 0                                   | 0              |
| 44                        | Свердловская область                                                                         | 186 882            | 0,856         | 0                                   | 0,856                                     | 1                                   | 1              |
| 45                        | Томская область, Ханты-Мансийский АО                                                         | 44 457             | 0,204         | 0                                   | 0,204                                     | 0                                   | 0              |
| 46                        | Челябинская область                                                                          | 208 971            | 0,957         | 0                                   | 0,957                                     | 1                                   | 1              |
| 47                        | Москва — территории одномандатных округов № 196, 198, 200, 206, 207                          | 63 449             | 0,291         | 0                                   | 0,291                                     | 0                                   | 0              |
| 48                        | Москва — территории одномандатных округов № 197, 201, 202, 209, 210                          | 51 899             | 0,238         | 0                                   | 0,238                                     | 0                                   | 0              |
| 49                        | Москва — территории одномандатных округов № 199, 203, 204, 205, 208                          | 56 497             | 0,259         | 0                                   | 0,259                                     | 0                                   | 0              |
| 50                        | Санкт-Петербург                                                                              | 86 091             | 0,394         | 0                                   | 0,394                                     | 1                                   | 1              |
|                           | Всего                                                                                        | 3 275 053          | 15            | 0                                   | 15                                        | 15                                  | 15             |

#### Распределение по кандидатам
0 Федеральный список
1. Миронов, Сергей Михайлович

2 Республика Алтай, Республика Тыва, Республика Хакасия, Алтайский край
1. Терентьев, Александр Васильевич (депутат)

3 Республика Башкортостан
1. Омаров, Гаджимурад Заирбекович

5 Республика Дагестан, Республика Ингушетия, Кабардино-Балкарская Республика, Карачаево-Черкесская Республика, Республика Северная Осетия — Алания, Чеченская Республика
1. Газзаев, Валерий Георгиевич

6 Республика Калмыкия, Астраханская область, Калининградская область
1. Шеин, Олег Васильевич

7 Республика Карелия, Ленинградская область, Мурманская область
1. Ананских, Игорь Александрович

8 Республика Коми, Архангельская область, Ненецкий автономный округ, Ямало-Ненецкий автономный округ
1. Епифанова, Ольга Николаевна (сложила полномочия 23 сентября 2020 года) ⇨ 2. Чиркова, Ирина Александровна (с 27 октября 2020 года)[49]

10 Республика Марий Эл, Чувашская Республика, Ульяновская область
1. Николаев, Олег Алексеевич (сложил полномочия 29 января 2020 года) ⇨ 4. Моляков, Игорь Юрьевич (с 5 февраля 2020 года)[50]

14 Удмуртская Республика, Кировская область
1. Доронин, Сергей Александрович — отказ от мандата.[51]
2. Белоусов, Вадим Владимирович — получил мандат вследствие отказа С. А. Доронина.[51]

26 Вологодская область, Новгородская область, Тверская область
1. Чепа, Алексей Васильевич

28 Калужская область, Липецкая область, Орловская область
1. Крючек, Сергей Иванович

29 Кемеровская область
1. Рыжак, Николай Иванович

31 Курганская область, Тюменская область
1. Ремезков, Александр Александрович

44 Свердловская область
1. Бурков, Александр Леонидович (сложил полномочия 9 октября 2017 года) ⇨ 5. Ионин, Дмитрий Александрович (с 1 ноября 2017 года)[52]

46 Челябинская область
1. Гартунг, Валерий Карлович

50 город Санкт-Петербург
1. Нилов, Олег Анатольевич

## Итоги выборов 2016 года: одномандатные округа
| Номер округа | Округ                                   | Победитель | Партия | Процент голосов | Второе место                                        | Процент голосов |
| ------------ | --------------------------------------- | --- | ------ | --------------- | --------------------------------------------------- | --------------- |
| 1            | Адыгейский                              | Резник, Владислав Матусович | ЕР     | 55,22           | Салов, Евгений Иванович (КПРФ)                      | 14,59           |
| 2            | Алтайский                               | Букачаков, Родион Борисович | ЕР     | 44,79           | Ромашкин, Виктор Васильевич (КПРФ)                  | 20,39           |
| 3            | Уфимский                                | Качкаев, Павел Рюрикович | ЕР     | 53,63           | Ющенко, Александр Андреевич (КПРФ)                  | 18,17           |
| 4            | Благовещенский (Башкортостан)           | Бикбаев, Ильдар Зинурович | ЕР     | 50,55           | Рябов, Вячеслав Владимирович (ЛДПР)                 | 15,46           |
| 5            | Белорецкий                              | Рахматуллина, Зугура Ягануровна | ЕР     | 43,80           | Сухарев, Иван Константинович (ЛДПР)                 | 20,22           |
| 6            | Нефтекамский                            | Шайхутдинов, Рифат Габдулхакович | ГП     | 43,99           | Галин, Ильгам Илюсович (КПРФ)                       | 21,77           |
| 7            | Салаватский                             | Байгускаров, Зариф Закирович | ЕР     | 55,34           | Сарбаев, Раиль Салихович (СР)                       | 16,31           |
| 8            | Стерлитамакский                         | Изотов, Алексей Николаевич | ЕР     | 47,85           | Старов, Вадим Николаевич (КПРФ)                     | 24,17           |
| 9            | Бурятский                               | Дамдинов, Алдар Валерьевич | ЕР     | 37,56           | Слипенчук, Михаил Викторович (Партия Роста)         | 22,75           |
| 10           | Северный (Дагестан)                     | Умаханов, Умахан Магомедгаджиевич | ЕР     | 67,50           | Касумов, Джамал Гусейнович (самовыдвижение)         | 14,19           |
| 11           | Центральный (Дагестан)                  | Эмиргамзаев, Абдулгамид Гасанович | ЕР     | 88,86           | Махмудов, Махмуд Гаджулаевич (КПРФ)                 | 5,25            |
| 12           | Южный (Дагестан)                        | Маграмов, Абдулмажид Варисович | ЕР     | 68,71           | Хархаров, Абусупьян Магомедович (самовыдвижение)    | 26,87           |
| 13           | Ингушский                               | Харсиев, Алихан Анатольевич | ЕР     | 70,65           | Мартазанов, Абдулмажит Кадирович (СР)               | 10,14           |
| 14           | Кабардино-Балкарский                    | Шхагошев, Адальби Люлевич | ЕР     | 50,13           | Паштов, Борис Султанович (КПРФ)                     | 18,80           |
| 15           | Калмыцкий                               | Мукабенова, Марина Алексеевна | ЕР     | 63,97           | Балаклеец, Людмила Ивановна (КПРФ)                  | 9,53            |
| 16           | Карачаево-Черкесский                    | Боташев, Расул Борисович | ЕР     | 53,03           | Маршанкулов, Эдуард Муратбиевич (Коммунисты России) | 25,02           |
| 17           | Карельский                              | Пивненко, Валентина Николаевна | ЕР     | 36,56           | Петеляева, Ирина Владимировна (СР)                  | 17,48           |
| 18           | Сыктывкарский                           | Медведев, Иван Владимирович | ЕР     | 36,91           | Саладина, Татьяна Алексеевна (СР)                   | 17,69           |
| 19           | Симферопольский                         | Козенко, Андрей Дмитриевич | ЕР     | 63,23           | Климчук, Олег Алексеевич (ЛДПР)                     | 11,31           |
| 20           | Керченский                              | Бахарев, Константин Михайлович | ЕР     | 70,46           | Кийко, Игорь Александрович (ЛДПР)                   | 7,18            |
| 21           | Евпаторийский                           | Савченко, Светлана Борисовна | ЕР     | 72,10           | Шперов, Павел Валентинович (ЛДПР)                   | 7,40            |
| 22           | Марийский                               | Казанков, Сергей Иванович | КПРФ   | 46,23           | Яковлева Лариса Николаевна (ЕР)                     | 37,11           |
| 23           | Мордовский                              | Ефимов, Виталий Борисович | ЕР     | 81,84           | Тюрин, Евгений Павлович (ЛДПР)                      | 5,06            |
| 24           | Якутский                                | Тумусов, Федот Семёнович | СР     | 37,52           | Тарасов, Олег Владимирович (Родина)                 | 20,45           |
| 25           | Северо-Осетинский                       | Таймазов, Артур Борисович | ЕР     | 82,71           | Кучиев, Гарий Юрьевич (СР)                          | 6,85            |
| 26           | Приволжский (Татарстан)                 | Сибагатуллин, Фатих Саубанович | ЕР     | 70,74           | Бильгильдеева, Рушания Габдулахатовна (СР)          | 8,85            |
| 27           | Московский (Татарстан)                  | Гильмутдинов, Ильдар Ирекович | ЕР     | 74,75           | Миргалимов, Хафиз Гаязович (КПРФ)                   | 11,81           |
| 28           | Нижнекамский                            | Хайруллин, Айрат Назипович (погиб 7 февраля 2020 года) (13 сентября 2020 года избран Морозов, Олег Викторович) | ЕР     | 86,19           | Ягудин, Альберт Ахметвагизович (КПРФ)               | 4,73            |
| 29           | Набережно-Челнинский                    | Когогина, Альфия Гумаровна | ЕР     | 76,05           | Гурьева, Татьяна Ивановна (Коммунисты России)       | 9,63            |
| 30           | Альметьевский                           | Хайров, Ринат Шамильевич | ЕР     | 79,19           | Агафонов, Александр Фёдорович (КПРФ)                | 7,51            |
| 31           | Центральный (Татарстан)                 | Минкин, Иршат Султанович | ЕР     | 63,95           | Прокофьев, Артём Вячеславович (КПРФ)                | 10,86           |
| 32           | Тывинский                               | Ооржак, Мерген Дадар-оолович | ЕР     | 77,39           | Анай-Оол, Мерген Кыргысович (КПРФ)                  | 6,36            |
| 33           | Удмуртский                              | Загребин, Алексей Егорович | ЕР     | 43,47           | Чулкин, Алексей Аркадьевич (Партия Роста)           | 18,25           |
| 34           | Ижевский                                | Бузилов, Валерий Викторович | ЕР     | 50,85           | Бодров, Владимир Петрович (КПРФ)                    | 15,59           |
| 35           | Хакасский                               | Максимова, Надежда Сергеевна | ЕР     | 33,85           | Семёнов, Александр Геннадьевич (КПРФ)               | 31,61           |
| 36           | Чеченский                               | Делимханов, Адам Султанович | ЕР     | 93,24           | Авхадов, Руслан Вахаевич (КПРФ)                     | 2,98            |
| 37           | Канашский                               | Аксаков, Анатолий Геннадьевич | СР     | 29,99           | Капитонов, Александр Петрович (Партия Роста)        | 21,39           |
| 38           | Чебоксарский                            | Черкесов, Леонид Ильич | ЕР     | 46,77           | Николаев, Олег Алексеевич (СР)                      | 11,99           |
| 39           | Барнаульский                            | Бессарабов, Даниил Владимирович | ЕР     | 36,58           | Сартаков, Андрей Александрович (КПРФ)               | 15,99           |
| 40           | Рубцовский                              | Зобнев, Виктор Викторович | ЕР     | 30,90           | Останина, Нина Александровна (КПРФ)                 | 16,43           |
| 41           | Бийский                                 | Прокопьев, Александр Сергеевич | ЕР     | 36,55           | Прусакова, Мария Николаевна (КПРФ)                  | 14,27           |
| 42           | Славгородский                           | Лоор, Иван Иванович | ЕР     | 40,03           | Терентьев, Александр Васильевич (СР)                | 20,35           |
| 43           | Читинский                               | Говорин, Николай Васильевич | ЕР     | 54,56           | Волков, Юрий Геннадьевич (ЛДПР)                     | 12,22           |
| 44           | Даурский                                | Кулиева, Василина Васильевна | ЛДПР   | 44,13           | Гайдук, Юрий Николаевич (КПРФ)                      | 16,72           |
| 45           | Камчатский                              | Слыщенко, Константин Григорьевич | ЕР     | 38,35           | Калашников, Валерий Юрьевич (ЛДПР)                  | 21,64           |
| 46           | Краснодарский                           | Евланов, Владимир Лазаревич | ЕР     | 50,52           | Обухов, Сергей Павлович (КПРФ)                      | 20,89           |
| 47           | Красноармейский (Краснодарский край)    | Ламейкин, Дмитрий Викторович | ЕР     | 53,71           | Лузинов, Сергей Константинович (КПРФ)               | 13,38           |
| 48           | Славянский (Краснодарский край)         | Демченко, Иван Иванович | ЕР     | 63,60           | Бобрешова, Анна Михайловна (ЛДПР)                   | 8,66            |
| 49           | Туапсинский                             | Синяговский, Владимир Ильич | ЕР     | 70,52           | Тренин, Алексей Николаевич (КПРФ)                   | 8,36            |
| 50           | Сочинский                               | Затулин, Константин Фёдорович | ЕР     | 61,89           | Васильев, Игорь Васильевич (КПРФ)                   | 12,20           |
| 51           | Тихорецкий                              | Езубов, Алексей Петрович | ЕР     | 67,69           | Нагнибеда, Александр Иванович (КПРФ)                | 9,73            |
| 52           | Армавирский                             | Харитонов, Николай Михайлович | КПРФ   | 35,23           | Фролов, Андрей Андреевич (СР)                       | 17,90           |
| 53           | Каневской                               | Боева, Наталья Дмитриевна | ЕР     | 58,47           | Соколенко, Павел Васильевич (КПРФ)                  | 9,92            |
| 54           | Красноярский                            | Швыткин, Юрий Николаевич | ЕР     | 44,21           | Титов, Сергей Сергеевич (ЛДПР)                      | 11,58           |
| 55           | Центральный (Красноярский край)         | Пимашков, Петр Иванович | ЕР     | 40,78           | Глисков, Александр Александрович (ЛДПР)             | 18,36           |
| 56           | Дивногорский                            | Зубарев, Виктор Владиславович | ЕР     | 40,95           | Носов, Дмитрий Юрьевич (КПРФ)                       | 17,31           |
| 57           | Енисейский                              | Кармазина, Раиса Васильевна | ЕР     | 48,41           | Натаров, Сергей Васильевич (ЛДПР)                   | 13,41           |
| 58           | Пермский                                | Шубин, Игорь Николаевич | ЕР     | 40,76           | Аликин, Владимир Николаевич (СР)                    | 11,30           |
| 59           | Чусовской                               | Бурнашов, Алексей Леонидович | ЕР     | 45,50           | Волынец, Ирина Владимировна (СР)                    | 10,98           |
| 60           | Кунгурский                              | Скриванов, Дмитрий Станиславович | ЕР     | 43,32           | Золотарёв, Алексей Владимирович (ЛДПР)              | 12,57           |
| 61           | Кудымкарский                            | Сазонов, Дмитрий Валерьевич | ЕР     | 38,22           | Каменских, Татьяна Викторовна (ЛДПР)                | 14,35           |
| 62           | Владивостокский                         | Сопчук, Сергей Андреевич | ЕР     | 39,53           | Долгачёв, Анатолий Николаевич (КПРФ)                | 13,58           |
| 63           | Артёмовский                             | Новиков, Владимир Михайлович | ЕР     | 37,76           | Корниенко, Алексей Викторович (КПРФ)                | 15,13           |
| 64           | Арсеньевский                            | Николаева, Виктория Викторовна | ЕР     | 37,46           | Гришуков, Владимир Витальевич (КПРФ)                | 21,88           |
| 65           | Ставропольский                          | Кузьмин, Михаил Владимирович | ЕР     | 49,62           | Дроздова, Ольга Павловна (КПРФ)                     | 15,71           |
| 66           | Невинномысский                          | Ищенко, Александр Николаевич | ЕР     | 48,25           | Гончаров, Виктор Иванович (КПРФ)                    | 13,32           |
| 67           | Кавминводский                           | Казакова, Ольга Михайловна | ЕР     | 52,80           | Сысоев, Александр Михайлович (ЛДПР)                 | 11,68           |
| 68           | Георгиевский                            | Бондаренко, Елена Вениаминовна | ЕР     | 57,75           | Лозовой, Виктор Иванович (КПРФ)                     | 13,98           |
| 69           | Хабаровский                             | Гладких, Борис Михайлович | ЕР     | 36,94           | Грешнякова, Елена Геннадьевна (ЛДПР)                | 20,82           |
| 70           | Комсомольский (Хабаровский край)        | Фургал, Сергей Иванович (по 9 октября 2018 года) (сложил полномочия в связи с избранием губернатором Хабаровского края; 8 сентября 2019 года избран Пиляев, Иван Сергеевич) | ЛДПР   | 36,71           | Воеводин, Вадим Александрович (КПРФ)                | 22,33           |
| 71           | Амурский                                | Абрамов, Иван Николаевич (по 13 июня 2018 года) (сложил полномочия в связи с назначением членом Совета Федерации; 9 сентября 2018 года избран Кузьмин, Андрей Альбертович) | ЛДПР   | 45,98           | Кобызов, Роман Александрович (КПРФ)                 | 17,30           |
| 72           | Архангельский                           | Юрков, Дмитрий Васильевич | ЕР     | 34,43           | Епифанова, Ольга Николаевна (СР)                    | 24,24           |
| 73           | Котласский                              | Палкин, Андрей Васильевич | ЕР     | 43,25           | Чиркова, Ирина Александровна (СР)                   | 22,84           |
| 74           | Астраханский                            | Огуль, Леонид Анатольевич | ЕР     | 38,74           | Шеин, Олег Васильевич (СР)                          | 32,95           |
| 75           | Белгородский                            | Боженов, Сергей Андреевич | ЕР     | 52,87           | Селиванов, Юрий Алексеевич (СР)                     | 12,28           |
| 76           | Старооскольский                         | Скоч, Андрей Владимирович | ЕР     | 72,96           | Панов, Станислав Геннадьевич (КПРФ)                 | 9,51            |
| 77           | Брянский                                | Жутенков, Владимир Александрович (по 7 июня 2017 года) (сложил полномочия; 10 сентября 2017 года избран Пайкин, Борис Романович, ЛДПР) | ЕР     | 57,22           | Богомаз, Александр Иванович (Яблоко)                | 10,22           |
| 78           | Унечский                                | Миронова, Валентина Михайловна | ЕР     | 60,03           | Архицкий, Андрей Георгиевич (КПРФ)                  | 12,43           |
| 79           | Владимирский                            | Игошин, Игорь Николаевич | ЕР     | 53,08           | Емельянова, Лариса Николаевна (КПРФ)                | 11,95           |
| 80           | Суздальский                             | Аникеев, Григорий Викторович | ЕР     | 64,70           | Бундина, Людмила Александровна (КПРФ)               | 9,90            |
| 81           | Волгоградский                           | Кувычко, Анна Александровна | ЕР     | 41,59           | Таранцов, Михаил Александрович (КПРФ)               | 22,22           |
| 82           | Красноармейский (Волгоградская область) | Цыбизова, Татьяна Игоревна | ЕР     | 44,46           | Крылов, Дмитрий Вадимович (Патриоты России)         | 13,66           |
| 83           | Михайловский                            | Плотников, Владимир Николаевич | ЕР     | 56,35           | Шаманаев, Евгений Иванович (КПРФ)                   | 11,02           |
| 84           | Волжский                                | Гусева, Ирина Михайловна | ЕР     | 48,58           | Литвинцев, Дмитрий Алексеевич (КПРФ)                | 16,39           |
| 85           | Вологодский                             | Шулепов, Евгений Борисович | ЕР     | 32,33           | Гримов, Антон Юрьевич (ЛДПР)                        | 16,54           |
| 86           | Череповецкий                            | Канаев, Алексей Валерианович | ЕР     | 42,90           | Морозов, Александр Николаевич (КПРФ)                | 14,44           |
| 87           | Воронежский                             | Пономарёв, Аркадий Николаевич | ЕР     | 52,12           | Гаврилов, Сергей Анатольевич (КПРФ)                 | 16,98           |
| 88           | Правобережный (Воронежская область)     | Чижов, Сергей Викторович | ЕР     | 58,91           | Померанцев, Андрей Сергеевич (КПРФ)                 | 13,99           |
| 89           | Аннинский                               | Журавлёв, Алексей Александрович | Родина | 44,95           | Рудаков, Сергей Иванович (КПРФ)                     | 22,21           |
| 90           | Павловский                              | Марков, Андрей Павлович | ЕР     | 62,69           | Гостев, Руслан Георгиевич (КПРФ)                    | 12,38           |
| 91           | Ивановский                              | Хохлов, Алексей Алексеевич | ЕР     | 41,06           | Саломатин, Дмитрий Эдуардович (КПРФ)                | 17,42           |
| 92           | Кинешемский                             | Смирнов, Юрий Валентинович | ЕР     | 36,83           | Кленов, Владимир Витальевич (КПРФ)                  | 24,89           |
| 93           | Иркутский                               | Щапов, Михаил Викторович | КПРФ   | 34,45           | Каньков, Олег Гиниятуллович (ЕР)                    | 30,40           |
| 94           | Ангарский                               | Красноштанов, Алексей Николаевич | ЕР     | 51,74           | Бренюк, Сергей Алексеевич (КПРФ)                    | 16,70           |
| 95           | Шелеховский                             | Тен, Сергей Юрьевич | ЕР     | 42,34           | Романов, Антон Васильевич (КПРФ)                    | 18,35           |
| 96           | Братский                                | Чернышёв, Андрей Владимирович (по 30 сентября 2020 года) (сложил полномочия в связи с назначением членом Совета Федерации; новые выборы по округу пройдут в рамках выборов в Госдуму VIII созыва 19 сентября 2021 года) | ЕР     | 41,43           | Андреев, Андрей Анатольевич (КПРФ)                  | 23,79           |
| 97           | Калининградский                         | Пятикоп, Александр Иванович | ЕР     | 38,95           | Ревин, Игорь Алексеевич (КПРФ)                      | 13,76           |
| 98           | Центральный (Калининградская область)   | Силанов, Алексей Николаевич (по 18 апреля 2018 года) (сложил полномочия ввиду назначения мэром Калининграда; 9 сентября 2018 года избран Ярошук, Александр Георгиевич) | ЕР     | 40,78           | Мишин, Евгений Викторович (ЛДПР)                    | 11,06           |
| 99           | Калужский                               | Авдеев, Александр Александрович | ЕР     | 46,66           | Яшкин, Николай Иванович (КПРФ)                      | 17,12           |
| 100          | Обнинский                               | Скляр, Геннадий Иванович | ЕР     | 45,35           | Костина, Марина Васильевна (КПРФ)                   | 19,13           |
| 101          | Кемеровский                             | Алексеева, Татьяна Олеговна | ЕР     | 71,19           | Рябинюк, Людмила Владимировна (СР)                  | 19,85           |
| 102          | Прокопьевский                           | Исламов, Дмитрий Викторович | ЕР     | 77,28           | Паршуков, Максим Викторович (ЛДПР)                  | 7,22            |
| 103          | Заводский (Кемеровская область)         | Федяев, Павел Михайлович | ЕР     | 77,50           | Украинцев, Игорь Сергеевич (ЛДПР)                   | 8,24            |
| 104          | Новокузнецкий                           | Максимов, Александр Александрович | ЕР     | 74,16           | Карпов, Станислав Артурович (ЛДПР)                  | 9,43            |
| 105          | Кировский                               | Азимов, Рахим Азизбоевич | ЕР     | 51,22           | Мальцев, Александр Николаевич (СР)                  | 13,47           |
| 106          | Кирово-Чепецкий                         | Валенчук, Олег Дорианович | ЕР     | 40,44           | Доронин, Сергей Александрович (СР)                  | 19,08           |
| 107          | Костромской                             | Ситников, Алексей Владимирович | ЕР     | 38,12           | Ижицкий, Валерий Петрович (КПРФ)                    | 24,43           |
| 108          | Курганский                              | Ильтяков, Александр Владимирович | ЕР     | 58,33           | Кислицын, Василий Александрович (КПРФ)              | 14,97           |
| 109          | Курский                                 | Воронина, Татьяна Евгеньевна | ЕР     | 42,02           | Иванов, Николай Николаевич (КПРФ)                   | 11,62           |
| 110          | Сеймский                                | Карамышев, Виктор Николаевич (по 20 июня 2019 года) (сложил полномочия в связи с избранием на должность главы г. Курска; 13 сентября 2020 года избран Золотарёв, Алексей Михайлович) | ЕР     | 52,03           | Руцкой, Александр Владимирович (Патриоты России)    | 17,03           |
| 111          | Всеволожский                            | Драчев, Владимир Петрович | ЕР     | 47,64           | Лебедев, Андрей Ярославович (ЛДПР)                  | 11,14           |
| 112          | Кингисеппский                           | Нарышкин, Сергей Евгеньевич (по 5 октября 2016 года) (сложил полномочия в связи с назначением руководителем СВР России; 10 сентября 2017 года избран Яхнюк, Сергей Васильевич) | ЕР     | 52,49           | Любушкина, Марина Викторовна (СР)                   | 12,10           |
| 113          | Волховский                              | Петров, Сергей Валериевич | ЕР     |                 | Волков, Максим Викторович (Партия Роста)            |                 |
| 114          | Липецкий                                | Борцов, Николай Иванович | ЕР     |                 | Еркина, Елена Викторовна (Партия Роста)             |                 |
| 115          | Левобережный (Липецкая область)         | Тарасенко, Михаил Васильевич | ЕР     |                 | Трофимов, Александр Вадимович (Коммунисты России)   |                 |
| 116          | Магаданский                             | Бондарь, Оксана Андреевна | ЕР     |                 | Иваницкий, Сергей Петрович (КПРФ)                   |                 |
| 117          | Балашихинский                           | Сураев, Максим Викторович | ЕР     | 52,39           | Красикова, Оксана Викторовна (КПРФ)                 | 9,47            |
| 118          | Дмитровский                             | Роднина, Ирина Константиновна | ЕР     | 45,25           | Авдеев, Михаил Юрьевич (КПРФ)                       | 11,66           |
| 119          | Коломенский                             | Серова, Елена Олеговна | ЕР     |                 | Карлов, Сергей Сергеевич (Партия Роста)             |                 |
| 120          | Красногорский                           | Шаккум, Мартин Люцианович | ЕР     |                 | Клименко, Константин Петрович (Партия Роста)        |                 |
| 121          | Люберецкий                              | Антонова, Лидия Николаевна | ЕР     | 49,28           | Грудинин, Павел Николаевич (КПРФ)                   | 13,14           |
| 122          | Одинцовский                             | Пушкина, Оксана Викторовна | ЕР     |                 | Королёв, Алексей Евгеньевич (Родина)                |                 |
| 123          | Орехово-Зуевский                        | Кабанова, Валентина Викторовна | ЕР     |                 | Савёлов, Юрий Михайлович (Партия Роста)             |                 |
| 124          | Подольский                              | Фетисов, Вячеслав Александрович | ЕР     |                 | Королёв, Сергей Викторович (Партия Роста)           |                 |
| 125          | Сергиево-Посадский                      | Пахомов, Сергей Александрович | ЕР     |                 | Горовец, Татьяна Ивановна (Партия Роста)            |                 |
| 126          | Серпуховский                            | Олейников, Юрий Павлович | ЕР     |                 | Чумакова, Людмила Николаевна (Партия Роста)         |                 |
| 127          | Щёлковский                              | Жигарев, Сергей Александрович | ЛДПР   |                 | Еремейцева, Наталья Николаевна (КПРФ)               |                 |
| 128          | Мурманский                              | Веллер, Алексей Борисович | ЕР     |                 |                                                     |                 |
| 129          | Нижегородский                           | Панов, Владимир Александрович (по 19 января 2018 года) (сложил полномочия в связи с назначением мэром Нижнего Новгорода; 9 сентября 2018 года избран Сватковский, Дмитрий Валерьевич) | ЕР     |                 |                                                     |                 |
| 130          | Приокский (Нижегородская область)       | Москвин, Денис Павлович | ЕР     |                 |                                                     |                 |
| 131          | Автозаводский (Нижегородская область)   | Назарова, Наталья Васильевна | ЕР     |                 |                                                     |                 |
| 132          | Канавинский                             | Булавинов, Вадим Евгеньевич | ЕР     |                 |                                                     |                 |
| 133          | Борский                                 | Кавинов, Артём Александрович | ЕР     |                 |                                                     |                 |
| 134          | Новгородский                            | Коровников, Александр Венидиктович (умер 10 августа 2018 года) (8 сентября 2019 года избран Бобрышев, Юрий Иванович) | ЕР     |                 |                                                     |                 |
| 135          | Новосибирский                           | Каличенко, Андрей Владимирович | ЕР     |                 |                                                     |                 |
| 136          | Центральный (Новосибирская область)     | Кудрявцев, Максим Георгиевич | ЕР     |                 |                                                     |                 |
| 137          | Искитимский                             | Карелин, Александр Александрович (по 15 сентября 2020 года) (сложил полномочия в связи с избранием депутатом Законодательного собрания Новосибирской области и последующим назначением членом Совета Федерации; новые выборы по округу пройдут в рамках выборов в Госдуму VIII созыва 19 сентября 2021 года)                                                             | ЕР     |                 |                                                     |                 |
| 138          | Барабинский                             | Игнатов, Виктор Александрович | ЕР     |                 |                                                     |                 |
| 139          | Омский                                  | Шрейдер, Виктор Филиппович | ЕР     |                 |                                                     |                 |
| 140          | Москаленский                            | Смолин, Олег Николаевич | КПРФ   |                 |                                                     |                 |
| 141          | Любинский                               | Голушко, Андрей Иванович | ЕР     |                 |                                                     |                 |
| 142          | Оренбургский                            | Мищеряков, Юрий Николаевич | ЕР     |                 |                                                     |                 |
| 143          | Бугурусланский                          | Сухарев, Игорь Николаевич | ЕР     |                 |                                                     |                 |
| 144          | Орский                                  | Заварзин, Виктор Михайлович | ЕР     |                 |                                                     |                 |
| 145          | Орловский                               | Ковалёв, Николай Дмитриевич (умер 5 апреля 2019 года) (8 сентября 2019 года избрана Пилипенко, Ольга Васильевна) | ЕР     |                 |                                                     |                 |
| 146          | Пензенский                              | Есяков, Сергей Яковлевич | ЕР     |                 |                                                     |                 |
| 147          | Лермонтовский                           | Левин, Леонид Леонидович (по 22 января 2020 года) (сложил полномочия в связи с назначением заместителем руководителя Аппарата Правительства России; 13 сентября 2020 года избран Самокутяев, Александр Михайлович) | СР     |                 |                                                     |                 |
| 148          | Псковский                               | Козловский, Александр Николаевич | ЕР     |                 |                                                     |                 |
| 149          | Ростовский                              | Тутова, Лариса Николаевна | ЕР     |                 |                                                     |                 |
| 150          | Нижнедонской                            | Емельянов, Михаил Васильевич | СР     |                 |                                                     |                 |
| 151          | Таганрогский                            | Кобзев, Юрий Викторович (по 12 января 2021 года) (сложил полномочия в связи с назначением министром здравоохранения Ростовской области; новые выборы по округу пройдут в рамках выборов в Госдуму VIII созыва 19 сентября 2021 года) | ЕР     |                 |                                                     |                 |
| 152          | Южный (Ростовская область)              | Чернышев, Михаил Анатольевич | ЕР     |                 |                                                     |                 |
| 153          | Белокалитвинский                        | Шолохов, Александр Михайлович | ЕР     |                 |                                                     |                 |
| 154          | Шахтинский                              | Щаблыкин, Максим Иванович | ЕР     |                 |                                                     |                 |
| 155          | Волгодонской                            | Дерябкин, Виктор Ефимович | ЕР     |                 |                                                     |                 |
| 156          | Рязанский                               | Красов, Андрей Леонидович | ЕР     |                 |                                                     |                 |
| 157          | Скопинский                              | Митина, Елена Анатольевна | ЕР     |                 |                                                     |                 |
| 158          | Самарский                               | Колесникова, Надежда Борисовна (по 13 июня 2018 года) (сложила полномочия; 9 сентября 2018 года избран Хинштейн, Александр Евсеевич) | ЕР     |                 |                                                     |                 |
| 159          | Тольяттинский                           | Бокк, Владимир Владимирович | ЕР     |                 |                                                     |                 |
| 160          | Красноглинский                          | Казаков, Виктор Алексеевич | ЕР     |                 |                                                     |                 |
| 161          | Жигулевский                             | Серпер, Евгений Александрович | ЕР     |                 |                                                     |                 |
| 162          | Промышленный (Самарская область)        | Станкевич, Игорь Валентинович | ЕР     |                 |                                                     |                 |
| 163          | Саратовский                             | Грищенко, Олег Васильевич (умер 17 июня 2017 года) (9 сентября 2018 года избрана Алимова, Ольга Николаевна, КПРФ) | ЕР     |                 |                                                     |                 |
| 164          | Балаковский                             | Панков, Николай Васильевич | ЕР     |                 |                                                     |                 |
| 165          | Балашовский                             | Исаев, Михаил Александрович (по 9 октября 2017 года) (сложил полномочия в связи с назначением главой г.Саратова; 9 сентября 2018 года избран Примаков, Евгений Александрович, сложивший полномочия 25 июня 2020 года в связи с назначением руководителем Россотрудничества; новые выборы по округу пройдут в рамках выборов в Госдуму VIII созыва 19 сентября 2021 года) | ЕР     |                 |                                                     |                 |
| 166          | Энгельсский                             | Максимов, Василий Юрьевич | ЕР     |                 |                                                     |                 |
| 167          | Сахалинский                             | Карлов, Георгий Александрович | ЕР     |                 |                                                     |                 |
| 168          | Свердловский                            | Альшевских, Андрей Геннадьевич | ЕР     |                 |                                                     |                 |
| 169          | Каменск-Уральский                       | Ковпак, Лев Игоревич | ЕР     |                 |                                                     |                 |
| 170          | Березовский                             | Чепиков, Сергей Владимирович | ЕР     |                 |                                                     |                 |
| 171          | Нижнетагильский                         | Балыбердин, Алексей Владимирович | ЕР     |                 |                                                     |                 |
| 172          | Асбестовский                            | Иванов, Максим Анатольевич | ЕР     |                 |                                                     |                 |
| 173          | Первоуральский                          | Муцоев, Зелимхан Аликоевич | ЕР     |                 |                                                     |                 |
| 174          | Серовский                               | Бидонько, Сергей Юрьевич (по 13 декабря 2018 года) (сложил полномочия в связи с назначением заместителем Губернатора Свердловской области; 8 сентября 2019 года избран Шипулин, Антон Владимирович) | ЕР     |                 |                                                     |                 |
| 175          | Смоленский                              | Неверов, Сергей Иванович | ЕР     |                 |                                                     |                 |
| 176          | Рославльский                            | Окунева, Ольга Владимировна | ЕР     |                 |                                                     |                 |
| 177          | Тамбовский                              | Поляков, Александр Алексеевич | ЕР     |                 |                                                     |                 |
| 178          | Рассказовский                           | Жупиков, Александр Владимирович | ЕР     |                 |                                                     |                 |
| 179          | Тверской                                | Максимова, Светлана Викторовна | ЕР     |                 |                                                     |                 |
| 180          | Заволжский (Тверская область)           | Васильев, Владимир Абдуалиевич (по 3 октября 2017 года) (сложил полномочия в связи с назначением врио Главы Республики Дагестан; 9 сентября 2018 года избран Веремеенко, Сергей Алексеевич) | ЕР     |                 |                                                     |                 |
| 181          | Томский                                 | Диденко, Алексей Николаевич | ЛДПР   |                 |                                                     |                 |
| 182          | Обский                                  | Соломатина, Татьяна Васильевна | ЕР     |                 |                                                     |                 |
| 183          | Тульский                                | Дзюба, Виктор Викторович | ЕР     |                 |                                                     |                 |
| 184          | Новомосковский (Тульская область)       | Афонский, Владимир Игорьевич | ЕР     |                 |                                                     |                 |
| 185          | Тюменский                               | Валеев, Эрнест Абдулович | ЕР     |                 |                                                     |                 |
| 186          | Заводоуковский                          | Квитка, Иван Иванович | ЕР     |                 |                                                     |                 |
| 187          | Ульяновский                             | Куринный, Алексей Владимирович | КПРФ   |                 |                                                     |                 |
| 188          | Радищевский                             | Третьяк, Владислав Александрович | ЕР     |                 |                                                     |                 |
| 189          | Челябинский                             | Барышев, Андрей Викторович | ЕР     |                 |                                                     |                 |
| 190          | Металлургический (Челябинская область)  | Бурматов, Владимир Владимирович | ЕР     |                 |                                                     |                 |
| 191          | Коркинский                              | Литовченко, Анатолий Григорьевич | ЕР     |                 |                                                     |                 |
| 192          | Магнитогорский                          | Бахметьев, Виталий Викторович | ЕР     |                 |                                                     |                 |
| 193          | Златоустовский                          | Колесников, Олег Алексеевич | ЕР     |                 |                                                     |                 |
| 194          | Ярославский                             | Грибов, Александр Сергеевич (по 23 января 2020 года) (сложил полномочия в связи с назначением заместителем руководителя Аппарата Правительства России; 13 сентября 2020 года избран Коваленко, Андрей Николаевич) | ЕР     |                 |                                                     |                 |
| 195          | Ростовский (Ярославская область)        | Грешневиков, Анатолий Николаевич | СР     |                 |                                                     |                 |
| 196          | Бабушкинский (Мск)                      | Тетерин, Иван Михайлович | ЕР     |                 |                                                     |                 |
| 197          | Кунцевский (Мск)                        | Лысаков, Вячеслав Иванович | ЕР     |                 |                                                     |                 |
| 198          | Ленинградский (Мск)                     | Хованская, Галина Петровна | СР     |                 |                                                     |                 |
| 199          | Люблинский (Мск)                        | Толстой, Петр Олегович | ЕР     |                 |                                                     |                 |
| 200          | Медведковский (Мск)                     | Парфёнов, Денис Андреевич | КПРФ   |                 |                                                     |                 |
| 201          | Нагатинский (Мск)                       | Панина, Елена Владимировна | ЕР     |                 |                                                     |                 |
| 202          | Новомосковский (Мск)                    | Саблин, Дмитрий Вадимович | ЕР     |                 |                                                     |                 |
| 203          | Орехово-Борисовский (Мск)               | Духанина, Любовь Николаевна | ЕР     |                 |                                                     |                 |
| 204          | Перовский (Мск)                         | Железняк, Сергей Владимирович | ЕР     |                 |                                                     |                 |
| 205          | Преображенский (Мск)                    | Жарков, Антон Викторович | ЕР     |                 |                                                     |                 |
| 206          | Тушинский (Мск)                         | Онищенко, Геннадий Григорьевич | ЕР     |                 |                                                     |                 |
| 207          | Ховринский (Мск)                        | Белых, Ирина Викторовна | ЕР     |                 |                                                     |                 |
| 208          | Центральный (Мск)                       | Гончар, Николай Николаевич | ЕР     |                 |                                                     |                 |
| 209          | Черемушкинский (Мск)                    | Морозов, Дмитрий Анатольевич | ЕР     |                 |                                                     |                 |
| 210          | Чертановский (Мск)                      | Выборный, Анатолий Борисович | ЕР     |                 |                                                     |                 |
| 211          | Восточный (СПб)                         | Дивинский, Игорь Борисович | ЕР     |                 |                                                     |                 |
| 212          | Западный (СПб)                          | Вострецов, Сергей Алексеевич | ЕР     |                 |                                                     |                 |
| 213          | Северный (СПб)                          | Марченко, Евгений Евгеньевич | ЕР     |                 |                                                     |                 |
| 214          | Северо-Восточный (СПб)                  | Драпеко, Елена Григорьевна | СР     |                 |                                                     |                 |
| 215          | Северо-Западный (СПб)                   | Катенев, Владимир Иванович | ЕР     |                 |                                                     |                 |
| 216          | Центральный (СПб)                       | Бортко, Владимир Владимирович | КПРФ   |                 |                                                     |                 |
| 217          | Юго-Восточный (СПб)                     | Романов, Михаил Валентинович | ЕР     |                 |                                                     |                 |
| 218          | Южный (СПб)                             | Милонов, Виталий Валентинович | ЕР     |                 |                                                     |                 |
| 219          | Севастопольский                         | Белик, Дмитрий Анатольевич | ЕР     |                 |                                                     |                 |
| 220          | Еврейский                               | Тихомиров, Анатолий Фёдорович | ЕР     |                 |                                                     |                 |
| 221          | Ненецкий                                | Коткин, Сергей Николаевич | ЕР     |                 |                                                     |                 |
| 222          | Ханты-Мансийский                        | Завальный, Павел Николаевич | ЕР     |                 |                                                     |                 |
| 223          | Нижневартовский                         | Сидоров, Александр Леонидович | ЕР     |                 |                                                     |                 |
| 224          | Чукотский                               | Рудченко, Валентина Васильевна | ЕР     |                 |                                                     |                 |
| 225          | Ямало-Ненецкий                          | Ледков, Григорий Петрович (по 22 сентября 2020 года) (сложил полномочия в связи с членом Совета Федерации; новые выборы по округу пройдут в рамках выборов в Госдуму VIII созыва 19 сентября 2021 года) | ЕР     |                 |                                                     |                 |